# Lista de asteroides (137001-138000)
Esta é uma lista parcial de asteroides, do asteroide número 137001 até o 138000, inclusive. Veja também o índice com todas as listas disponíveis.

| Objeto Próximos à Terra | Cinturão de asteroides (interno) | Cinturão de asteroides (externo) | Centauro       |
| Cruzador de Marte       | Cinturão de asteroides (meio)    | Troianos de Júpiter              | Transnetuniano |

Veja mais dados de cada asteroide na ligação externa para o Minor Planet Center na última coluna.
Índice: 137001... 137101... 137201... 137301... 137401... 137501... 137601... 137701... 137801... 137901... 

## 137001–137100
| Designação          | Designação | Descoberta  | Descoberta          | Descobridor(es)       | Categoria | Mais informações / Referência |
| Permanente          | Provisória | Data        | Local               | Descobridor(es)       | Categoria | Mais informações / Referência |
| ------------------- | ---------- | ----------- | ------------------- | --------------------- | --------- | ----------------------------- |
| 137001              | 1998 SA81  | 26 set 1998 | Socorro             | LINEAR                | —         | MPC                           |
| 137002              | 1998 SN83  | 26 set 1998 | Socorro             | LINEAR                | —         | MPC                           |
| 137003              | 1998 SU90  | 26 set 1998 | Socorro             | LINEAR                | —         | MPC                           |
| 137004              | 1998 SA92  | 26 set 1998 | Socorro             | LINEAR                | Phocaea   | MPC                           |
| 137005              | 1998 SN93  | 26 set 1998 | Socorro             | LINEAR                | Mitidika  | MPC                           |
| 137006              | 1998 SX94  | 26 set 1998 | Socorro             | LINEAR                | —         | MPC                           |
| 137007              | 1998 SC108 | 26 set 1998 | Socorro             | LINEAR                | —         | MPC                           |
| 137008              | 1998 SL108 | 26 set 1998 | Socorro             | LINEAR                | —         | MPC                           |
| 137009              | 1998 SS120 | 26 set 1998 | Socorro             | LINEAR                | —         | MPC                           |
| 137010              | 1998 ST121 | 26 set 1998 | Socorro             | LINEAR                | —         | MPC                           |
| 137011              | 1998 SF122 | 26 set 1998 | Socorro             | LINEAR                | —         | MPC                           |
| 137012              | 1998 SY125 | 26 set 1998 | Socorro             | LINEAR                | —         | MPC                           |
| 137013              | 1998 SF130 | 26 set 1998 | Socorro             | LINEAR                | —         | MPC                           |
| 137014              | 1998 SM130 | 26 set 1998 | Socorro             | LINEAR                | Juno      | MPC                           |
| 137015              | 1998 SW130 | 26 set 1998 | Socorro             | LINEAR                | —         | MPC                           |
| 137016              | 1998 SH131 | 26 set 1998 | Socorro             | LINEAR                | —         | MPC                           |
| 137017              | 1998 SW139 | 26 set 1998 | Socorro             | LINEAR                | —         | MPC                           |
| 137018              | 1998 SL160 | 26 set 1998 | Socorro             | LINEAR                | —         | MPC                           |
| 137019              | 1998 SE168 | 16 set 1998 | Anderson Mesa       | LONEOS                | —         | MPC                           |
| 137020              | 1998 TL    | 10 out 1998 | Oizumi              | T. Kobayashi          | —         | MPC                           |
| 137021              | 1998 TV2   | 13 out 1998 | Caussols            | ODAS                  | —         | MPC                           |
| 137022              | 1998 TF3   | 14 out 1998 | Socorro             | LINEAR                | —         | MPC                           |
| 137023              | 1998 TB15  | 14 out 1998 | Kitt Peak           | Spacewatch            | —         | MPC                           |
| 137024              | 1998 TH15  | 14 out 1998 | Kitt Peak           | Spacewatch            | Mitidika  | MPC                           |
| 137025              | 1998 TT15  | 15 out 1998 | Caussols            | ODAS                  | —         | MPC                           |
| 137026              | 1998 TX16  | 14 out 1998 | Caussols            | ODAS                  | —         | MPC                           |
| 137027              | 1998 TH17  | 15 out 1998 | Caussols            | ODAS                  | —         | MPC                           |
| 137028              | 1998 TO17  | 15 out 1998 | Caussols            | ODAS                  | —         | MPC                           |
| 137029              | 1998 TB19  | 14 out 1998 | Xinglong            | SCAP                  | —         | MPC                           |
| 137030              | 1998 TR19  | 15 out 1998 | Xinglong            | SCAP                  | Juno      | MPC                           |
| 137031              | 1998 TJ22  | 13 out 1998 | Kitt Peak           | Spacewatch            | —         | MPC                           |
| 137032              | 1998 UO1   | 19 out 1998 | Socorro             | LINEAR                | —         | MPC                           |
| 137033              | 1998 UM6   | 21 out 1998 | Kleť                | Kleť Obs.             | —         | MPC                           |
| 137034              | 1998 UD14  | 23 out 1998 | Kitt Peak           | Spacewatch            | —         | MPC                           |
| 137035              | 1998 UE17  | 17 out 1998 | Xinglong            | SCAP                  | —         | MPC                           |
| 137036              | 1998 UC18  | 19 out 1998 | Xinglong            | SCAP                  | —         | MPC                           |
| 137037              | 1998 UM19  | 28 out 1998 | Socorro             | LINEAR                | Juno      | MPC                           |
| 137038              | 1998 UA26  | 18 out 1998 | La Silla            | E. W. Elst            | —         | MPC                           |
| 137039 Lisiguang    | 1998 UX31  | 26 out 1998 | Xinglong            | SCAP                  | —         | MPC                           |
| 137040              | 1998 UY35  | 28 out 1998 | Socorro             | LINEAR                | —         | MPC                           |
| 137041              | 1998 UG43  | 28 out 1998 | Socorro             | LINEAR                | —         | MPC                           |
| 137042              | 1998 UT46  | 24 out 1998 | Kitt Peak           | Spacewatch            | —         | MPC                           |
| 137043              | 1998 UL49  | 23 out 1998 | Caussols            | ODAS                  | —         | MPC                           |
| 137044              | 1998 UC50  | 29 out 1998 | Socorro             | LINEAR                | —         | MPC                           |
| 137045              | 1998 VE    | 7 nov 1998  | Gekko               | T. Kagawa             | —         | MPC                           |
| 137046              | 1998 VE6   | 11 nov 1998 | Nachi-Katsuura      | Y. Shimizu, T. Urata  | —         | MPC                           |
| 137047              | 1998 VZ10  | 10 nov 1998 | Socorro             | LINEAR                | —         | MPC                           |
| 137048              | 1998 VP13  | 10 nov 1998 | Socorro             | LINEAR                | —         | MPC                           |
| 137049              | 1998 VB14  | 10 nov 1998 | Socorro             | LINEAR                | —         | MPC                           |
| 137050              | 1998 VL15  | 10 nov 1998 | Socorro             | LINEAR                | Pallas    | MPC                           |
| 137051              | 1998 VA27  | 10 nov 1998 | Socorro             | LINEAR                | Phocaea   | MPC                           |
| 137052 Tjelvar      | 1998 VO33  | 15 nov 1998 | La Silla            | C.-I. Lagerkvist      | —         | MPC                           |
| 137053              | 1998 VQ33  | 11 nov 1998 | Socorro             | LINEAR                | Juno      | MPC                           |
| 137054              | 1998 VB34  | 11 nov 1998 | Caussols            | ODAS                  | —         | MPC                           |
| 137055              | 1998 VN36  | 14 nov 1998 | Socorro             | LINEAR                | Phocaea   | MPC                           |
| 137056              | 1998 VW43  | 15 nov 1998 | Kitt Peak           | Spacewatch            | —         | MPC                           |
| 137057              | 1998 VK44  | 14 nov 1998 | Anderson Mesa       | LONEOS                | Juno      | MPC                           |
| 137058              | 1998 VN45  | 10 nov 1998 | Anderson Mesa       | LONEOS                | —         | MPC                           |
| 137059              | 1998 VA49  | 11 nov 1998 | Xinglong            | SCAP                  | —         | MPC                           |
| 137060              | 1998 VO50  | 11 nov 1998 | Socorro             | LINEAR                | —         | MPC                           |
| 137061              | 1998 VR50  | 11 nov 1998 | Socorro             | LINEAR                | —         | MPC                           |
| 137062              | 1998 WM    | 16 nov 1998 | Socorro             | LINEAR                | —         | MPC                           |
| 137063              | 1998 WK1   | 16 nov 1998 | Monte Agliale       | S. Donati             | —         | MPC                           |
| 137064              | 1998 WP5   | 19 nov 1998 | Socorro             | LINEAR                | —         | MPC                           |
| 137065              | 1998 WH6   | 21 nov 1998 | Socorro             | LINEAR                | —         | MPC                           |
| 137066 Gellért-hegy | 1998 WR8   | 23 nov 1998 | Piszkéstető         | K. Sárneczky, L. Kiss | Juno      | MPC                           |
| 137067              | 1998 WQ9   | 28 nov 1998 | Višnjan Observatory | K. Korlević           | —         | MPC                           |
| 137068              | 1998 WD13  | 21 nov 1998 | Socorro             | LINEAR                | —         | MPC                           |
| 137069              | 1998 WQ15  | 21 nov 1998 | Socorro             | LINEAR                | —         | MPC                           |
| 137070              | 1998 WE21  | 18 nov 1998 | Socorro             | LINEAR                | —         | MPC                           |
| 137071              | 1998 WD29  | 23 nov 1998 | Kitt Peak           | Spacewatch            | —         | MPC                           |
| 137072              | 1998 WM30  | 26 nov 1998 | Kitt Peak           | Spacewatch            | —         | MPC                           |
| 137073              | 1998 WG33  | 20 nov 1998 | Anderson Mesa       | LONEOS                | —         | MPC                           |
| 137074              | 1998 WJ34  | 16 nov 1998 | Kitt Peak           | Spacewatch            | —         | MPC                           |
| 137075              | 1998 WK38  | 21 nov 1998 | Kitt Peak           | Spacewatch            | —         | MPC                           |
| 137076              | 1998 XK3   | 10 dez 1998 | Ondřejov            | L. Kotková            | —         | MPC                           |
| 137077              | 1998 XE4   | 8 dez 1998  | Kitt Peak           | Spacewatch            | —         | MPC                           |
| 137078              | 1998 XZ4   | 11 dez 1998 | Socorro             | LINEAR                | —         | MPC                           |
| 137079              | 1998 XC5   | 9 dez 1998  | Farra d'Isonzo      | Farra d'Isonzo        | —         | MPC                           |
| 137080              | 1998 XD7   | 8 dez 1998  | Kitt Peak           | Spacewatch            | —         | MPC                           |
| 137081              | 1998 XO7   | 8 dez 1998  | Kitt Peak           | Spacewatch            | —         | MPC                           |
| 137082 Maurobachini | 1998 XE9   | 12 dez 1998 | San Marcello        | L. Tesi, G. Forti     | —         | MPC                           |
| 137083              | 1998 XZ13  | 15 dez 1998 | Caussols            | ODAS                  | —         | MPC                           |
| 137084              | 1998 XS16  | 15 dez 1998 | Socorro             | LINEAR                | —         | MPC                           |
| 137085              | 1998 XD18  | 8 dez 1998  | Kitt Peak           | Spacewatch            | —         | MPC                           |
| 137086              | 1998 XX18  | 10 dez 1998 | Kitt Peak           | Spacewatch            | —         | MPC                           |
| 137087              | 1998 XC19  | 10 dez 1998 | Kitt Peak           | Spacewatch            | —         | MPC                           |
| 137088              | 1998 XT23  | 11 dez 1998 | Kitt Peak           | Spacewatch            | —         | MPC                           |
| 137089              | 1998 XT43  | 14 dez 1998 | Socorro             | LINEAR                | —         | MPC                           |
| 137090              | 1998 XZ57  | 15 dez 1998 | Socorro             | LINEAR                | —         | MPC                           |
| 137091              | 1998 XU63  | 14 dez 1998 | Socorro             | LINEAR                | —         | MPC                           |
| 137092              | 1998 XX68  | 14 dez 1998 | Socorro             | LINEAR                | Pallas    | MPC                           |
| 137093              | 1998 XW70  | 14 dez 1998 | Socorro             | LINEAR                | —         | MPC                           |
| 137094              | 1998 XD84  | 15 dez 1998 | Socorro             | LINEAR                | —         | MPC                           |
| 137095              | 1998 XX86  | 15 dez 1998 | Socorro             | LINEAR                | —         | MPC                           |
| 137096              | 1998 XG97  | 11 dez 1998 | Mérida              | O. A. Naranjo         | —         | MPC                           |
| 137097              | 1998 XP97  | 8 dez 1998  | Anderson Mesa       | LONEOS                | —         | MPC                           |
| 137098              | 1998 YP2   | 17 dez 1998 | Caussols            | ODAS                  | —         | MPC                           |
| 137099              | 1998 YW3   | 17 dez 1998 | Socorro             | LINEAR                | —         | MPC                           |
| 137100              | 1998 YM7   | 23 dez 1998 | Brainerd            | J. Wentworth          | —         | MPC                           |

## 137101–137200
| Designação         | Designação | Descoberta  | Descoberta          | Descobridor(es)      | Categoria | Mais informações / Referência |
| Permanente         | Provisória | Data        | Local               | Descobridor(es)      | Categoria | Mais informações / Referência |
| ------------------ | ---------- | ----------- | ------------------- | -------------------- | --------- | ----------------------------- |
| 137101             | 1998 YN17  | 22 dez 1998 | Kitt Peak           | Spacewatch           | —         | MPC                           |
| 137102             | 1998 YL19  | 25 dez 1998 | Kitt Peak           | Spacewatch           | —         | MPC                           |
| 137103             | 1998 YP27  | 27 dez 1998 | Anderson Mesa       | LONEOS               | —         | MPC                           |
| 137104             | 1998 YU30  | 16 dez 1998 | Anderson Mesa       | LONEOS               | —         | MPC                           |
| 137105             | 1998 YK31  | 22 dez 1998 | Kitt Peak           | Spacewatch           | —         | MPC                           |
| 137106             | 1999 AQ5   | 12 jan 1999 | Oizumi              | T. Kobayashi         | —         | MPC                           |
| 137107             | 1999 AT6   | 9 jan 1999  | Višnjan Observatory | K. Korlević          | —         | MPC                           |
| 137108             | 1999 AN10  | 13 jan 1999 | Socorro             | LINEAR               | —         | MPC                           |
| 137109             | 1999 AL11  | 7 jan 1999  | Kitt Peak           | Spacewatch           | —         | MPC                           |
| 137110             | 1999 AN12  | 7 jan 1999  | Kitt Peak           | Spacewatch           | —         | MPC                           |
| 137111             | 1999 AX18  | 13 jan 1999 | Kitt Peak           | Spacewatch           | —         | MPC                           |
| 137112             | 1999 AF20  | 13 jan 1999 | Kitt Peak           | Spacewatch           | —         | MPC                           |
| 137113             | 1999 AG20  | 13 jan 1999 | Kitt Peak           | Spacewatch           | —         | MPC                           |
| 137114             | 1999 AT24  | 15 jan 1999 | Caussols            | ODAS                 | —         | MPC                           |
| 137115             | 1999 AZ30  | 14 jan 1999 | Kitt Peak           | Spacewatch           | —         | MPC                           |
| 137116             | 1999 BL2   | 19 jan 1999 | Caussols            | ODAS                 | —         | MPC                           |
| 137117             | 1999 BK4   | 19 jan 1999 | San Marcello        | A. Boattini, L. Tesi | —         | MPC                           |
| 137118             | 1999 BV4   | 19 jan 1999 | Caussols            | ODAS                 | Phocaea   | MPC                           |
| 137119             | 1999 BU6   | 21 jan 1999 | Caussols            | ODAS                 | —         | MPC                           |
| 137120             | 1999 BJ8   | 20 jan 1999 | Catalina            | CSS                  | —         | MPC                           |
| 137121             | 1999 BJ11  | 20 jan 1999 | Caussols            | ODAS                 | —         | MPC                           |
| 137122             | 1999 BX12  | 24 jan 1999 | Višnjan Observatory | K. Korlević          | —         | MPC                           |
| 137123             | 1999 BX21  | 18 jan 1999 | Socorro             | LINEAR               | —         | MPC                           |
| 137124             | 1999 BH30  | 19 jan 1999 | Kitt Peak           | Spacewatch           | —         | MPC                           |
| 137125             | 1999 CT3   | 10 fev 1999 | Socorro             | LINEAR               | —         | MPC                           |
| 137126             | 1999 CF9   | 12 fev 1999 | Socorro             | LINEAR               | —         | MPC                           |
| 137127             | 1999 CV22  | 10 fev 1999 | Socorro             | LINEAR               | —         | MPC                           |
| 137128             | 1999 CQ31  | 10 fev 1999 | Socorro             | LINEAR               | Eos       | MPC                           |
| 137129             | 1999 CE34  | 10 fev 1999 | Socorro             | LINEAR               | —         | MPC                           |
| 137130             | 1999 CM38  | 10 fev 1999 | Socorro             | LINEAR               | —         | MPC                           |
| 137131             | 1999 CN39  | 10 fev 1999 | Socorro             | LINEAR               | —         | MPC                           |
| 137132             | 1999 CL43  | 10 fev 1999 | Socorro             | LINEAR               | —         | MPC                           |
| 137133             | 1999 CE54  | 10 fev 1999 | Socorro             | LINEAR               | —         | MPC                           |
| 137134             | 1999 CJ60  | 12 fev 1999 | Socorro             | LINEAR               | —         | MPC                           |
| 137135             | 1999 CK63  | 12 fev 1999 | Socorro             | LINEAR               | —         | MPC                           |
| 137136             | 1999 CL88  | 10 fev 1999 | Socorro             | LINEAR               | —         | MPC                           |
| 137137             | 1999 CU95  | 10 fev 1999 | Socorro             | LINEAR               | —         | MPC                           |
| 137138             | 1999 CC98  | 10 fev 1999 | Socorro             | LINEAR               | —         | MPC                           |
| 137139             | 1999 CM98  | 10 fev 1999 | Socorro             | LINEAR               | —         | MPC                           |
| 137140             | 1999 CH105 | 12 fev 1999 | Socorro             | LINEAR               | —         | MPC                           |
| 137141             | 1999 CL112 | 12 fev 1999 | Socorro             | LINEAR               | —         | MPC                           |
| 137142             | 1999 CZ113 | 12 fev 1999 | Socorro             | LINEAR               | —         | MPC                           |
| 137143             | 1999 CT115 | 12 fev 1999 | Socorro             | LINEAR               | —         | MPC                           |
| 137144             | 1999 CL117 | 12 fev 1999 | Socorro             | LINEAR               | —         | MPC                           |
| 137145             | 1999 CA135 | 7 fev 1999  | Kitt Peak           | Spacewatch           | —         | MPC                           |
| 137146             | 1999 CS145 | 8 fev 1999  | Kitt Peak           | Spacewatch           | —         | MPC                           |
| 137147             | 1999 CW145 | 8 fev 1999  | Kitt Peak           | Spacewatch           | —         | MPC                           |
| 137148             | 1999 CA151 | 9 fev 1999  | Kitt Peak           | Spacewatch           | —         | MPC                           |
| 137149             | 1999 CB151 | 9 fev 1999  | Kitt Peak           | Spacewatch           | —         | MPC                           |
| 137150             | 1999 CX155 | 12 fev 1999 | Anderson Mesa       | LONEOS               | —         | MPC                           |
| 137151             | 1999 DO    | 16 fev 1999 | Caussols            | ODAS                 | —         | MPC                           |
| 137152             | 1999 DY4   | 17 fev 1999 | Socorro             | LINEAR               | —         | MPC                           |
| 137153             | 1999 EC    | 6 mar 1999  | Prescott            | P. G. Comba          | —         | MPC                           |
| 137154             | 1999 EN    | 6 mar 1999  | Kitt Peak           | Spacewatch           | —         | MPC                           |
| 137155             | 1999 EA4   | 12 mar 1999 | Kitt Peak           | Spacewatch           | —         | MPC                           |
| 137156             | 1999 EF4   | 12 mar 1999 | Kitt Peak           | Spacewatch           | —         | MPC                           |
| 137157             | 1999 EW10  | 14 mar 1999 | Kitt Peak           | Spacewatch           | —         | MPC                           |
| 137158             | 1999 FB    | 16 mar 1999 | Socorro             | LINEAR               | —         | MPC                           |
| 137159             | 1999 FO1   | 16 mar 1999 | Kitt Peak           | Spacewatch           | —         | MPC                           |
| 137160             | 1999 FF32  | 19 mar 1999 | Socorro             | LINEAR               | —         | MPC                           |
| 137161             | 1999 FK34  | 19 mar 1999 | Socorro             | LINEAR               | —         | MPC                           |
| 137162             | 1999 FW35  | 20 mar 1999 | Socorro             | LINEAR               | —         | MPC                           |
| 137163             | 1999 FE40  | 20 mar 1999 | Socorro             | LINEAR               | —         | MPC                           |
| 137164             | 1999 FO51  | 20 mar 1999 | Socorro             | LINEAR               | —         | MPC                           |
| 137165 Annis       | 1999 FP68  | 20 mar 1999 | Apache Point        | SDSS                 | —         | MPC                           |
| 137166 Netabahcall | 1999 FS81  | 20 mar 1999 | Apache Point        | SDSS                 | —         | MPC                           |
| 137167             | 1999 GC3   | 7 abr 1999  | Kitt Peak           | Spacewatch           | —         | MPC                           |
| 137168             | 1999 GK3   | 7 abr 1999  | Kitt Peak           | Spacewatch           | —         | MPC                           |
| 137169             | 1999 GY9   | 9 abr 1999  | Mount Hopkins       | O. A. Naranjo        | —         | MPC                           |
| 137170             | 1999 HF1   | 20 abr 1999 | Anderson Mesa       | LONEOS               | —         | MPC                           |
| 137171             | 1999 HM7   | 19 abr 1999 | Kitt Peak           | Spacewatch           | —         | MPC                           |
| 137172             | 1999 HJ9   | 17 abr 1999 | Socorro             | LINEAR               | —         | MPC                           |
| 137173             | 1999 JY4   | 10 mai 1999 | Socorro             | LINEAR               | —         | MPC                           |
| 137174             | 1999 JH5   | 10 mai 1999 | Socorro             | LINEAR               | —         | MPC                           |
| 137175             | 1999 JA11  | 14 mai 1999 | Socorro             | LINEAR               | —         | MPC                           |
| 137176             | 1999 JZ11  | 13 mai 1999 | Socorro             | LINEAR               | —         | MPC                           |
| 137177             | 1999 JK12  | 8 mai 1999  | Catalina            | CSS                  | —         | MPC                           |
| 137178             | 1999 JT15  | 10 mai 1999 | Socorro             | LINEAR               | —         | MPC                           |
| 137179             | 1999 JQ16  | 15 mai 1999 | Kitt Peak           | Spacewatch           | —         | MPC                           |
| 137180             | 1999 JF20  | 10 mai 1999 | Socorro             | LINEAR               | —         | MPC                           |
| 137181             | 1999 JA30  | 10 mai 1999 | Socorro             | LINEAR               | —         | MPC                           |
| 137182             | 1999 JG40  | 10 mai 1999 | Socorro             | LINEAR               | —         | MPC                           |
| 137183             | 1999 JX49  | 10 mai 1999 | Socorro             | LINEAR               | —         | MPC                           |
| 137184             | 1999 JG63  | 10 mai 1999 | Socorro             | LINEAR               | —         | MPC                           |
| 137185             | 1999 JT70  | 12 mai 1999 | Socorro             | LINEAR               | —         | MPC                           |
| 137186             | 1999 JT72  | 12 mai 1999 | Socorro             | LINEAR               | —         | MPC                           |
| 137187             | 1999 JC74  | 12 mai 1999 | Socorro             | LINEAR               | —         | MPC                           |
| 137188             | 1999 JE85  | 14 mai 1999 | Socorro             | LINEAR               | —         | MPC                           |
| 137189             | 1999 JU87  | 12 mai 1999 | Socorro             | LINEAR               | —         | MPC                           |
| 137190             | 1999 JC88  | 12 mai 1999 | Socorro             | LINEAR               | —         | MPC                           |
| 137191             | 1999 JG88  | 12 mai 1999 | Socorro             | LINEAR               | Brangane  | MPC                           |
| 137192             | 1999 JL89  | 12 mai 1999 | Socorro             | LINEAR               | —         | MPC                           |
| 137193             | 1999 JB96  | 12 mai 1999 | Socorro             | LINEAR               | —         | MPC                           |
| 137194             | 1999 JJ103 | 13 mai 1999 | Socorro             | LINEAR               | —         | MPC                           |
| 137195             | 1999 JJ114 | 13 mai 1999 | Socorro             | LINEAR               | —         | MPC                           |
| 137196             | 1999 JS129 | 12 mai 1999 | Socorro             | LINEAR               | —         | MPC                           |
| 137197             | 1999 KA1   | 17 mai 1999 | Catalina            | CSS                  | —         | MPC                           |
| 137198             | 1999 KR2   | 16 mai 1999 | Kitt Peak           | Spacewatch           | Mitidika  | MPC                           |
| 137199             | 1999 KX4   | 20 mai 1999 | Socorro             | LINEAR               | —         | MPC                           |
| 137200             | 1999 KX12  | 18 mai 1999 | Socorro             | LINEAR               | —         | MPC                           |

## 137201–137300
| Designação   | Designação | Descoberta  | Descoberta    | Descobridor(es)                      | Categoria | Mais informações / Referência |
| Permanente   | Provisória | Data        | Local         | Descobridor(es)                      | Categoria | Mais informações / Referência |
| ------------ | ---------- | ----------- | ------------- | ------------------------------------ | --------- | ----------------------------- |
| 137201       | 1999 KF13  | 18 mai 1999 | Socorro       | LINEAR                               | —         | MPC                           |
| 137202       | 1999 KJ13  | 18 mai 1999 | Socorro       | LINEAR                               | —         | MPC                           |
| 137203       | 1999 LX    | 7 jun 1999  | Prescott      | P. G. Comba                          | —         | MPC                           |
| 137204       | 1999 LX2   | 5 jun 1999  | Kitt Peak     | Spacewatch                           | —         | MPC                           |
| 137205       | 1999 LN11  | 8 jun 1999  | Socorro       | LINEAR                               | —         | MPC                           |
| 137206       | 1999 LJ25  | 9 jun 1999  | Socorro       | LINEAR                               | —         | MPC                           |
| 137207       | 1999 LW31  | 14 jun 1999 | Kitt Peak     | Spacewatch                           | —         | MPC                           |
| 137208       | 1999 MC2   | 20 jun 1999 | Catalina      | CSS                                  | —         | MPC                           |
| 137209       | 1999 NU1   | 12 jul 1999 | Socorro       | LINEAR                               | —         | MPC                           |
| 137210       | 1999 NO2   | 12 jul 1999 | Socorro       | LINEAR                               | —         | MPC                           |
| 137211       | 1999 NM4   | 13 jul 1999 | Reedy Creek   | J. Broughton                         | —         | MPC                           |
| 137212       | 1999 NB6   | 13 jul 1999 | Socorro       | LINEAR                               | —         | MPC                           |
| 137213       | 1999 NX10  | 13 jul 1999 | Socorro       | LINEAR                               | —         | MPC                           |
| 137214       | 1999 NF33  | 14 jul 1999 | Socorro       | LINEAR                               | —         | MPC                           |
| 137215       | 1999 NU36  | 14 jul 1999 | Socorro       | LINEAR                               | —         | MPC                           |
| 137216       | 1999 NV62  | 13 jul 1999 | Socorro       | LINEAR                               | —         | MPC                           |
| 137217 Racah | 1999 NH64  | 8 jul 1999  | Wise          | I. Manulis, A. Gal-Yam               | —         | MPC                           |
| 137218       | 1999 OQ5   | 21 jul 1999 | Anderson Mesa | LONEOS                               | —         | MPC                           |
| 137219       | 1999 PX2   | 8 ago 1999  | Kitt Peak     | Spacewatch                           | —         | MPC                           |
| 137220       | 1999 PF8   | 12 ago 1999 | Anderson Mesa | LONEOS                               | —         | MPC                           |
| 137221       | 1999 RX    | 4 set 1999  | Catalina      | CSS                                  | —         | MPC                           |
| 137222       | 1999 RB1   | 4 set 1999  | Catalina      | CSS                                  | —         | MPC                           |
| 137223       | 1999 RM7   | 3 set 1999  | Kitt Peak     | Spacewatch                           | —         | MPC                           |
| 137224       | 1999 RW9   | 7 set 1999  | Kitt Peak     | Spacewatch                           | —         | MPC                           |
| 137225       | 1999 RB15  | 7 set 1999  | Socorro       | LINEAR                               | —         | MPC                           |
| 137226       | 1999 RA19  | 7 set 1999  | Socorro       | LINEAR                               | —         | MPC                           |
| 137227       | 1999 RR19  | 7 set 1999  | Socorro       | LINEAR                               | —         | MPC                           |
| 137228       | 1999 RT20  | 7 set 1999  | Socorro       | LINEAR                               | —         | MPC                           |
| 137229       | 1999 RD21  | 7 set 1999  | Socorro       | LINEAR                               | —         | MPC                           |
| 137230       | 1999 RG22  | 7 set 1999  | Socorro       | LINEAR                               | —         | MPC                           |
| 137231       | 1999 RQ22  | 7 set 1999  | Socorro       | LINEAR                               | —         | MPC                           |
| 137232       | 1999 RZ23  | 7 set 1999  | Socorro       | LINEAR                               | —         | MPC                           |
| 137233       | 1999 RE24  | 7 set 1999  | Socorro       | LINEAR                               | —         | MPC                           |
| 137234       | 1999 RT24  | 7 set 1999  | Socorro       | LINEAR                               | —         | MPC                           |
| 137235       | 1999 RY24  | 7 set 1999  | Socorro       | LINEAR                               | —         | MPC                           |
| 137236       | 1999 RA25  | 7 set 1999  | Socorro       | LINEAR                               | —         | MPC                           |
| 137237       | 1999 RG26  | 7 set 1999  | Socorro       | LINEAR                               | —         | MPC                           |
| 137238       | 1999 RN29  | 8 set 1999  | Socorro       | LINEAR                               | —         | MPC                           |
| 137239       | 1999 RB31  | 8 set 1999  | Socorro       | LINEAR                               | —         | MPC                           |
| 137240       | 1999 RD35  | 7 set 1999  | Catalina      | CSS                                  | —         | MPC                           |
| 137241       | 1999 RV36  | 11 set 1999 | Woomera       | F. B. Zoltowski                      | —         | MPC                           |
| 137242       | 1999 RY53  | 7 set 1999  | Socorro       | LINEAR                               | —         | MPC                           |
| 137243       | 1999 RP59  | 7 set 1999  | Socorro       | LINEAR                               | —         | MPC                           |
| 137244       | 1999 RY59  | 7 set 1999  | Socorro       | LINEAR                               | —         | MPC                           |
| 137245       | 1999 RW62  | 7 set 1999  | Socorro       | LINEAR                               | —         | MPC                           |
| 137246       | 1999 RN63  | 7 set 1999  | Socorro       | LINEAR                               | —         | MPC                           |
| 137247       | 1999 RG66  | 7 set 1999  | Socorro       | LINEAR                               | —         | MPC                           |
| 137248       | 1999 RD74  | 7 set 1999  | Socorro       | LINEAR                               | —         | MPC                           |
| 137249       | 1999 RS74  | 13 set 1999 | Kitt Peak     | Spacewatch                           | —         | MPC                           |
| 137250       | 1999 RO75  | 7 set 1999  | Socorro       | LINEAR                               | —         | MPC                           |
| 137251       | 1999 RC76  | 7 set 1999  | Socorro       | LINEAR                               | —         | MPC                           |
| 137252       | 1999 RG82  | 7 set 1999  | Socorro       | LINEAR                               | —         | MPC                           |
| 137253       | 1999 RO86  | 7 set 1999  | Socorro       | LINEAR                               | —         | MPC                           |
| 137254       | 1999 RL87  | 7 set 1999  | Socorro       | LINEAR                               | Mitidika  | MPC                           |
| 137255       | 1999 RO87  | 7 set 1999  | Socorro       | LINEAR                               | —         | MPC                           |
| 137256       | 1999 RS87  | 7 set 1999  | Socorro       | LINEAR                               | —         | MPC                           |
| 137257       | 1999 RQ88  | 7 set 1999  | Socorro       | LINEAR                               | —         | MPC                           |
| 137258       | 1999 RP95  | 7 set 1999  | Socorro       | LINEAR                               | —         | MPC                           |
| 137259       | 1999 RZ96  | 7 set 1999  | Socorro       | LINEAR                               | —         | MPC                           |
| 137260       | 1999 RM101 | 8 set 1999  | Socorro       | LINEAR                               | —         | MPC                           |
| 137261       | 1999 RS109 | 8 set 1999  | Socorro       | LINEAR                               | —         | MPC                           |
| 137262       | 1999 RF120 | 9 set 1999  | Socorro       | LINEAR                               | —         | MPC                           |
| 137263       | 1999 RQ120 | 9 set 1999  | Socorro       | LINEAR                               | —         | MPC                           |
| 137264       | 1999 RT121 | 9 set 1999  | Socorro       | LINEAR                               | —         | MPC                           |
| 137265       | 1999 RO125 | 9 set 1999  | Socorro       | LINEAR                               | —         | MPC                           |
| 137266       | 1999 RU125 | 9 set 1999  | Socorro       | LINEAR                               | —         | MPC                           |
| 137267       | 1999 RS131 | 9 set 1999  | Socorro       | LINEAR                               | —         | MPC                           |
| 137268       | 1999 RO139 | 9 set 1999  | Socorro       | LINEAR                               | —         | MPC                           |
| 137269       | 1999 RH141 | 9 set 1999  | Socorro       | LINEAR                               | —         | MPC                           |
| 137270       | 1999 RW143 | 9 set 1999  | Socorro       | LINEAR                               | —         | MPC                           |
| 137271       | 1999 RC147 | 9 set 1999  | Socorro       | LINEAR                               | —         | MPC                           |
| 137272       | 1999 RU154 | 9 set 1999  | Socorro       | LINEAR                               | —         | MPC                           |
| 137273       | 1999 RX154 | 9 set 1999  | Socorro       | LINEAR                               | —         | MPC                           |
| 137274       | 1999 RR156 | 9 set 1999  | Socorro       | LINEAR                               | —         | MPC                           |
| 137275       | 1999 RP160 | 9 set 1999  | Socorro       | LINEAR                               | —         | MPC                           |
| 137276       | 1999 RT162 | 9 set 1999  | Socorro       | LINEAR                               | —         | MPC                           |
| 137277       | 1999 RT164 | 9 set 1999  | Socorro       | LINEAR                               | —         | MPC                           |
| 137278       | 1999 RU165 | 9 set 1999  | Socorro       | LINEAR                               | —         | MPC                           |
| 137279       | 1999 RP168 | 9 set 1999  | Socorro       | LINEAR                               | —         | MPC                           |
| 137280       | 1999 RQ178 | 9 set 1999  | Socorro       | LINEAR                               | —         | MPC                           |
| 137281       | 1999 RL181 | 9 set 1999  | Socorro       | LINEAR                               | —         | MPC                           |
| 137282       | 1999 RJ182 | 9 set 1999  | Socorro       | LINEAR                               | —         | MPC                           |
| 137283       | 1999 RQ182 | 9 set 1999  | Socorro       | LINEAR                               | —         | MPC                           |
| 137284       | 1999 RZ182 | 9 set 1999  | Socorro       | LINEAR                               | —         | MPC                           |
| 137285       | 1999 RY184 | 9 set 1999  | Socorro       | LINEAR                               | —         | MPC                           |
| 137286       | 1999 RR186 | 9 set 1999  | Socorro       | LINEAR                               | —         | MPC                           |
| 137287       | 1999 RM188 | 9 set 1999  | Socorro       | LINEAR                               | —         | MPC                           |
| 137288       | 1999 RX190 | 10 set 1999 | Socorro       | LINEAR                               | —         | MPC                           |
| 137289       | 1999 RP193 | 15 set 1999 | Kitt Peak     | Spacewatch                           | —         | MPC                           |
| 137290       | 1999 RK202 | 8 set 1999  | Socorro       | LINEAR                               | —         | MPC                           |
| 137291       | 1999 RD206 | 8 set 1999  | Socorro       | LINEAR                               | —         | MPC                           |
| 137292       | 1999 RL206 | 8 set 1999  | Socorro       | LINEAR                               | —         | MPC                           |
| 137293       | 1999 RL208 | 8 set 1999  | Socorro       | LINEAR                               | —         | MPC                           |
| 137294       | 1999 RE215 | 7 set 1999  | Mauna Kea     | C. Trujillo, J. X. Luu, D. C. Jewitt | —         | MPC                           |
| 137295       | 1999 RB216 | 8 set 1999  | Mauna Kea     | C. Trujillo, D. C. Jewitt, J. X. Luu | —         | MPC                           |
| 137296       | 1999 RL219 | 6 set 1999  | Anderson Mesa | LONEOS                               | —         | MPC                           |
| 137297       | 1999 RC226 | 4 set 1999  | Catalina      | CSS                                  | —         | MPC                           |
| 137298       | 1999 RF226 | 4 set 1999  | Catalina      | CSS                                  | —         | MPC                           |
| 137299       | 1999 RK229 | 7 set 1999  | Anderson Mesa | LONEOS                               | —         | MPC                           |
| 137300       | 1999 RC233 | 8 set 1999  | Anderson Mesa | LONEOS                               | —         | MPC                           |

## 137301–137400
| Designação | Designação | Descoberta  | Descoberta          | Descobridor(es)       | Categoria | Mais informações / Referência |
| Permanente | Provisória | Data        | Local               | Descobridor(es)       | Categoria | Mais informações / Referência |
| ---------- | ---------- | ----------- | ------------------- | --------------------- | --------- | ----------------------------- |
| 137301     | 1999 RP239 | 8 set 1999  | Socorro             | LINEAR                | —         | MPC                           |
| 137302     | 1999 RB254 | 4 set 1999  | Catalina            | CSS                   | —         | MPC                           |
| 137303     | 1999 SX9   | 23 set 1999 | Monte Agliale       | M. M. M. Santangelo   | —         | MPC                           |
| 137304     | 1999 SK12  | 27 set 1999 | Anderson Mesa       | LONEOS                | —         | MPC                           |
| 137305     | 1999 SO14  | 30 set 1999 | Catalina            | CSS                   | Mitidika  | MPC                           |
| 137306     | 1999 SU16  | 29 set 1999 | Catalina            | CSS                   | —         | MPC                           |
| 137307     | 1999 SZ27  | 27 set 1999 | Socorro             | LINEAR                | —         | MPC                           |
| 137308     | 1999 TF2   | 2 out 1999  | Fountain Hills      | C. W. Juels           | —         | MPC                           |
| 137309     | 1999 TM5   | 1 out 1999  | Višnjan Observatory | K. Korlević, M. Jurić | —         | MPC                           |
| 137310     | 1999 TF9   | 7 out 1999  | Višnjan Observatory | K. Korlević, M. Jurić | —         | MPC                           |
| 137311     | 1999 TX9   | 9 out 1999  | Catalina            | CSS                   | —         | MPC                           |
| 137312     | 1999 TK10  | 10 out 1999 | Prescott            | P. G. Comba           | —         | MPC                           |
| 137313     | 1999 TR12  | 12 out 1999 | Prescott            | P. G. Comba           | Mitidika  | MPC                           |
| 137314     | 1999 TQ14  | 12 out 1999 | Ondřejov            | P. Kušnirák           | —         | MPC                           |
| 137315     | 1999 TB20  | 15 out 1999 | Xinglong            | SCAP                  | —         | MPC                           |
| 137316     | 1999 TQ20  | 5 out 1999  | Goodricke-Pigott    | R. A. Tucker          | —         | MPC                           |
| 137317     | 1999 TY21  | 3 out 1999  | Kitt Peak           | Spacewatch            | —         | MPC                           |
| 137318     | 1999 TG22  | 3 out 1999  | Kitt Peak           | Spacewatch            | —         | MPC                           |
| 137319     | 1999 TV23  | 4 out 1999  | Kitt Peak           | Spacewatch            | —         | MPC                           |
| 137320     | 1999 TZ28  | 4 out 1999  | Socorro             | LINEAR                | —         | MPC                           |
| 137321     | 1999 TN29  | 4 out 1999  | Socorro             | LINEAR                | —         | MPC                           |
| 137322     | 1999 TR32  | 4 out 1999  | Socorro             | LINEAR                | —         | MPC                           |
| 137323     | 1999 TF35  | 4 out 1999  | Socorro             | LINEAR                | —         | MPC                           |
| 137324     | 1999 TX35  | 6 out 1999  | Socorro             | LINEAR                | —         | MPC                           |
| 137325     | 1999 TQ37  | 1 out 1999  | Catalina            | CSS                   | —         | MPC                           |
| 137326     | 1999 TT40  | 5 out 1999  | Catalina            | CSS                   | —         | MPC                           |
| 137327     | 1999 TK41  | 2 out 1999  | Kitt Peak           | Spacewatch            | —         | MPC                           |
| 137328     | 1999 TJ42  | 3 out 1999  | Kitt Peak           | Spacewatch            | —         | MPC                           |
| 137329     | 1999 TO45  | 3 out 1999  | Kitt Peak           | Spacewatch            | —         | MPC                           |
| 137330     | 1999 TS45  | 3 out 1999  | Kitt Peak           | Spacewatch            | —         | MPC                           |
| 137331     | 1999 TX53  | 6 out 1999  | Kitt Peak           | Spacewatch            | —         | MPC                           |
| 137332     | 1999 TS58  | 6 out 1999  | Kitt Peak           | Spacewatch            | —         | MPC                           |
| 137333     | 1999 TN63  | 7 out 1999  | Kitt Peak           | Spacewatch            | —         | MPC                           |
| 137334     | 1999 TC67  | 8 out 1999  | Kitt Peak           | Spacewatch            | —         | MPC                           |
| 137335     | 1999 TE68  | 8 out 1999  | Kitt Peak           | Spacewatch            | —         | MPC                           |
| 137336     | 1999 TG68  | 8 out 1999  | Kitt Peak           | Spacewatch            | —         | MPC                           |
| 137337     | 1999 TX76  | 10 out 1999 | Kitt Peak           | Spacewatch            | —         | MPC                           |
| 137338     | 1999 TH77  | 10 out 1999 | Kitt Peak           | Spacewatch            | —         | MPC                           |
| 137339     | 1999 TD78  | 11 out 1999 | Kitt Peak           | Spacewatch            | —         | MPC                           |
| 137340     | 1999 TB83  | 12 out 1999 | Kitt Peak           | Spacewatch            | —         | MPC                           |
| 137341     | 1999 TD83  | 12 out 1999 | Kitt Peak           | Spacewatch            | —         | MPC                           |
| 137342     | 1999 TU85  | 14 out 1999 | Kitt Peak           | Spacewatch            | Mitidika  | MPC                           |
| 137343     | 1999 TV85  | 14 out 1999 | Kitt Peak           | Spacewatch            | —         | MPC                           |
| 137344     | 1999 TB89  | 2 out 1999  | Socorro             | LINEAR                | —         | MPC                           |
| 137345     | 1999 TK89  | 2 out 1999  | Socorro             | LINEAR                | —         | MPC                           |
| 137346     | 1999 TP90  | 2 out 1999  | Socorro             | LINEAR                | —         | MPC                           |
| 137347     | 1999 TL94  | 2 out 1999  | Socorro             | LINEAR                | —         | MPC                           |
| 137348     | 1999 TZ94  | 2 out 1999  | Socorro             | LINEAR                | —         | MPC                           |
| 137349     | 1999 TQ97  | 2 out 1999  | Socorro             | LINEAR                | —         | MPC                           |
| 137350     | 1999 TK100 | 2 out 1999  | Socorro             | LINEAR                | —         | MPC                           |
| 137351     | 1999 TO100 | 2 out 1999  | Socorro             | LINEAR                | —         | MPC                           |
| 137352     | 1999 TY103 | 3 out 1999  | Socorro             | LINEAR                | —         | MPC                           |
| 137353     | 1999 TW104 | 3 out 1999  | Socorro             | LINEAR                | —         | MPC                           |
| 137354     | 1999 TA105 | 3 out 1999  | Socorro             | LINEAR                | —         | MPC                           |
| 137355     | 1999 TS106 | 4 out 1999  | Socorro             | LINEAR                | —         | MPC                           |
| 137356     | 1999 TN108 | 4 out 1999  | Socorro             | LINEAR                | —         | MPC                           |
| 137357     | 1999 TQ108 | 4 out 1999  | Socorro             | LINEAR                | —         | MPC                           |
| 137358     | 1999 TE111 | 4 out 1999  | Socorro             | LINEAR                | —         | MPC                           |
| 137359     | 1999 TS113 | 4 out 1999  | Socorro             | LINEAR                | —         | MPC                           |
| 137360     | 1999 TF114 | 4 out 1999  | Socorro             | LINEAR                | —         | MPC                           |
| 137361     | 1999 TQ114 | 4 out 1999  | Socorro             | LINEAR                | —         | MPC                           |
| 137362     | 1999 TC117 | 4 out 1999  | Socorro             | LINEAR                | —         | MPC                           |
| 137363     | 1999 TD117 | 4 out 1999  | Socorro             | LINEAR                | —         | MPC                           |
| 137364     | 1999 TZ118 | 4 out 1999  | Socorro             | LINEAR                | —         | MPC                           |
| 137365     | 1999 TU120 | 4 out 1999  | Socorro             | LINEAR                | —         | MPC                           |
| 137366     | 1999 TV120 | 4 out 1999  | Socorro             | LINEAR                | —         | MPC                           |
| 137367     | 1999 TC123 | 4 out 1999  | Socorro             | LINEAR                | —         | MPC                           |
| 137368     | 1999 TE124 | 4 out 1999  | Socorro             | LINEAR                | —         | MPC                           |
| 137369     | 1999 TQ124 | 4 out 1999  | Socorro             | LINEAR                | —         | MPC                           |
| 137370     | 1999 TA126 | 4 out 1999  | Socorro             | LINEAR                | —         | MPC                           |
| 137371     | 1999 TF126 | 4 out 1999  | Socorro             | LINEAR                | —         | MPC                           |
| 137372     | 1999 TM126 | 4 out 1999  | Socorro             | LINEAR                | —         | MPC                           |
| 137373     | 1999 TD128 | 4 out 1999  | Socorro             | LINEAR                | —         | MPC                           |
| 137374     | 1999 TJ128 | 4 out 1999  | Socorro             | LINEAR                | —         | MPC                           |
| 137375     | 1999 TM131 | 6 out 1999  | Socorro             | LINEAR                | —         | MPC                           |
| 137376     | 1999 TT133 | 6 out 1999  | Socorro             | LINEAR                | —         | MPC                           |
| 137377     | 1999 TD135 | 6 out 1999  | Socorro             | LINEAR                | —         | MPC                           |
| 137378     | 1999 TS136 | 6 out 1999  | Socorro             | LINEAR                | —         | MPC                           |
| 137379     | 1999 TV138 | 6 out 1999  | Socorro             | LINEAR                | Mitidika  | MPC                           |
| 137380     | 1999 TO144 | 7 out 1999  | Socorro             | LINEAR                | —         | MPC                           |
| 137381     | 1999 TQ149 | 7 out 1999  | Socorro             | LINEAR                | —         | MPC                           |
| 137382     | 1999 TF150 | 7 out 1999  | Socorro             | LINEAR                | —         | MPC                           |
| 137383     | 1999 TL151 | 7 out 1999  | Socorro             | LINEAR                | —         | MPC                           |
| 137384     | 1999 TS154 | 7 out 1999  | Socorro             | LINEAR                | —         | MPC                           |
| 137385     | 1999 TC155 | 7 out 1999  | Socorro             | LINEAR                | —         | MPC                           |
| 137386     | 1999 TK155 | 7 out 1999  | Socorro             | LINEAR                | —         | MPC                           |
| 137387     | 1999 TB156 | 7 out 1999  | Socorro             | LINEAR                | Mitidika  | MPC                           |
| 137388     | 1999 TY156 | 9 out 1999  | Socorro             | LINEAR                | —         | MPC                           |
| 137389     | 1999 TL157 | 9 out 1999  | Socorro             | LINEAR                | —         | MPC                           |
| 137390     | 1999 TS157 | 9 out 1999  | Socorro             | LINEAR                | —         | MPC                           |
| 137391     | 1999 TF158 | 7 out 1999  | Socorro             | LINEAR                | —         | MPC                           |
| 137392     | 1999 TS159 | 9 out 1999  | Socorro             | LINEAR                | —         | MPC                           |
| 137393     | 1999 TW159 | 9 out 1999  | Socorro             | LINEAR                | —         | MPC                           |
| 137394     | 1999 TK162 | 9 out 1999  | Socorro             | LINEAR                | —         | MPC                           |
| 137395     | 1999 TZ163 | 9 out 1999  | Socorro             | LINEAR                | —         | MPC                           |
| 137396     | 1999 TY164 | 10 out 1999 | Socorro             | LINEAR                | —         | MPC                           |
| 137397     | 1999 TH165 | 10 out 1999 | Socorro             | LINEAR                | —         | MPC                           |
| 137398     | 1999 TW170 | 10 out 1999 | Socorro             | LINEAR                | —         | MPC                           |
| 137399     | 1999 TY171 | 10 out 1999 | Socorro             | LINEAR                | —         | MPC                           |
| 137400     | 1999 TC177 | 10 out 1999 | Socorro             | LINEAR                | —         | MPC                           |

## 137401–137500
| Designação | Designação | Descoberta  | Descoberta              | Descobridor(es)  | Categoria | Mais informações / Referência |
| Permanente | Provisória | Data        | Local                   | Descobridor(es)  | Categoria | Mais informações / Referência |
| ---------- | ---------- | ----------- | ----------------------- | ---------------- | --------- | ----------------------------- |
| 137401     | 1999 TM177 | 10 out 1999 | Socorro                 | LINEAR           | —         | MPC                           |
| 137402     | 1999 TS177 | 10 out 1999 | Socorro                 | LINEAR           | —         | MPC                           |
| 137403     | 1999 TE178 | 10 out 1999 | Socorro                 | LINEAR           | —         | MPC                           |
| 137404     | 1999 TT178 | 10 out 1999 | Socorro                 | LINEAR           | —         | MPC                           |
| 137405     | 1999 TX179 | 10 out 1999 | Socorro                 | LINEAR           | —         | MPC                           |
| 137406     | 1999 TC180 | 10 out 1999 | Socorro                 | LINEAR           | —         | MPC                           |
| 137407     | 1999 TK180 | 10 out 1999 | Socorro                 | LINEAR           | —         | MPC                           |
| 137408     | 1999 TK183 | 11 out 1999 | Socorro                 | LINEAR           | —         | MPC                           |
| 137409     | 1999 TJ186 | 12 out 1999 | Socorro                 | LINEAR           | —         | MPC                           |
| 137410     | 1999 TQ186 | 12 out 1999 | Socorro                 | LINEAR           | —         | MPC                           |
| 137411     | 1999 TS188 | 12 out 1999 | Socorro                 | LINEAR           | —         | MPC                           |
| 137412     | 1999 TM189 | 12 out 1999 | Socorro                 | LINEAR           | —         | MPC                           |
| 137413     | 1999 TY189 | 12 out 1999 | Socorro                 | LINEAR           | —         | MPC                           |
| 137414     | 1999 TB190 | 12 out 1999 | Socorro                 | LINEAR           | —         | MPC                           |
| 137415     | 1999 TY192 | 12 out 1999 | Socorro                 | LINEAR           | —         | MPC                           |
| 137416     | 1999 TW193 | 12 out 1999 | Socorro                 | LINEAR           | —         | MPC                           |
| 137417     | 1999 TW194 | 12 out 1999 | Socorro                 | LINEAR           | —         | MPC                           |
| 137418     | 1999 TK195 | 12 out 1999 | Socorro                 | LINEAR           | —         | MPC                           |
| 137419     | 1999 TN195 | 12 out 1999 | Socorro                 | LINEAR           | —         | MPC                           |
| 137420     | 1999 TT195 | 12 out 1999 | Socorro                 | LINEAR           | —         | MPC                           |
| 137421     | 1999 TR199 | 12 out 1999 | Socorro                 | LINEAR           | —         | MPC                           |
| 137422     | 1999 TE202 | 13 out 1999 | Socorro                 | LINEAR           | —         | MPC                           |
| 137423     | 1999 TO202 | 13 out 1999 | Socorro                 | LINEAR           | —         | MPC                           |
| 137424     | 1999 TY202 | 13 out 1999 | Socorro                 | LINEAR           | —         | MPC                           |
| 137425     | 1999 TV205 | 13 out 1999 | Socorro                 | LINEAR           | —         | MPC                           |
| 137426     | 1999 TM207 | 14 out 1999 | Socorro                 | LINEAR           | —         | MPC                           |
| 137427     | 1999 TF211 | 15 out 1999 | Socorro                 | LINEAR           | —         | MPC                           |
| 137428     | 1999 TJ211 | 15 out 1999 | Socorro                 | LINEAR           | —         | MPC                           |
| 137429     | 1999 TX212 | 15 out 1999 | Socorro                 | LINEAR           | —         | MPC                           |
| 137430     | 1999 TA213 | 15 out 1999 | Socorro                 | LINEAR           | —         | MPC                           |
| 137431     | 1999 TU215 | 15 out 1999 | Socorro                 | LINEAR           | —         | MPC                           |
| 137432     | 1999 TD216 | 15 out 1999 | Socorro                 | LINEAR           | —         | MPC                           |
| 137433     | 1999 TT216 | 15 out 1999 | Socorro                 | LINEAR           | —         | MPC                           |
| 137434     | 1999 TQ219 | 1 out 1999  | Catalina                | CSS              | —         | MPC                           |
| 137435     | 1999 TE220 | 1 out 1999  | Catalina                | CSS              | —         | MPC                           |
| 137436     | 1999 TE226 | 2 out 1999  | Kitt Peak               | Spacewatch       | Mitidika  | MPC                           |
| 137437     | 1999 TG229 | 4 out 1999  | Socorro                 | LINEAR           | —         | MPC                           |
| 137438     | 1999 TP232 | 5 out 1999  | Catalina                | CSS              | —         | MPC                           |
| 137439     | 1999 TL233 | 3 out 1999  | Socorro                 | LINEAR           | —         | MPC                           |
| 137440     | 1999 TX235 | 3 out 1999  | Catalina                | CSS              | —         | MPC                           |
| 137441     | 1999 TG238 | 4 out 1999  | Catalina                | CSS              | —         | MPC                           |
| 137442     | 1999 TJ239 | 4 out 1999  | Catalina                | CSS              | —         | MPC                           |
| 137443     | 1999 TK240 | 4 out 1999  | Catalina                | CSS              | —         | MPC                           |
| 137444     | 1999 TE245 | 12 out 1999 | Socorro                 | LINEAR           | —         | MPC                           |
| 137445     | 1999 TE247 | 6 out 1999  | Socorro                 | LINEAR           | —         | MPC                           |
| 137446     | 1999 TW252 | 9 out 1999  | Socorro                 | LINEAR           | —         | MPC                           |
| 137447     | 1999 TN254 | 8 out 1999  | Socorro                 | LINEAR           | —         | MPC                           |
| 137448     | 1999 TS257 | 9 out 1999  | Socorro                 | LINEAR           | —         | MPC                           |
| 137449     | 1999 TB264 | 15 out 1999 | Kitt Peak               | Spacewatch       | —         | MPC                           |
| 137450     | 1999 TG273 | 5 out 1999  | Socorro                 | LINEAR           | —         | MPC                           |
| 137451     | 1999 TD280 | 7 out 1999  | Socorro                 | LINEAR           | —         | MPC                           |
| 137452     | 1999 TW281 | 8 out 1999  | Socorro                 | LINEAR           | —         | MPC                           |
| 137453     | 1999 TL283 | 9 out 1999  | Socorro                 | LINEAR           | —         | MPC                           |
| 137454     | 1999 TT283 | 9 out 1999  | Socorro                 | LINEAR           | —         | MPC                           |
| 137455     | 1999 TE285 | 9 out 1999  | Socorro                 | LINEAR           | —         | MPC                           |
| 137456     | 1999 TF288 | 10 out 1999 | Socorro                 | LINEAR           | —         | MPC                           |
| 137457     | 1999 TC289 | 10 out 1999 | Socorro                 | LINEAR           | —         | MPC                           |
| 137458     | 1999 TD290 | 10 out 1999 | Socorro                 | LINEAR           | —         | MPC                           |
| 137459     | 1999 TH293 | 12 out 1999 | Socorro                 | LINEAR           | —         | MPC                           |
| 137460     | 1999 TN313 | 6 out 1999  | Socorro                 | LINEAR           | —         | MPC                           |
| 137461     | 1999 TJ316 | 10 out 1999 | Kitt Peak               | Spacewatch       | —         | MPC                           |
| 137462     | 1999 TN316 | 10 out 1999 | Kitt Peak               | Spacewatch       | —         | MPC                           |
| 137463     | 1999 TT320 | 10 out 1999 | Socorro                 | LINEAR           | —         | MPC                           |
| 137464     | 1999 TV320 | 10 out 1999 | Socorro                 | LINEAR           | —         | MPC                           |
| 137465     | 1999 UG3   | 19 out 1999 | Bergisch Gladbach       | W. Bickel        | —         | MPC                           |
| 137466     | 1999 UB4   | 27 out 1999 | Starkenburg Observatory | Starkenburg Obs. | —         | MPC                           |
| 137467     | 1999 UN9   | 29 out 1999 | Catalina                | CSS              | —         | MPC                           |
| 137468     | 1999 UT11  | 29 out 1999 | Kitt Peak               | Spacewatch       | —         | MPC                           |
| 137469     | 1999 UE14  | 29 out 1999 | Catalina                | CSS              | —         | MPC                           |
| 137470     | 1999 UX15  | 29 out 1999 | Catalina                | CSS              | —         | MPC                           |
| 137471     | 1999 UN16  | 29 out 1999 | Catalina                | CSS              | —         | MPC                           |
| 137472     | 1999 UW16  | 29 out 1999 | Catalina                | CSS              | —         | MPC                           |
| 137473     | 1999 UY16  | 30 out 1999 | Catalina                | CSS              | —         | MPC                           |
| 137474     | 1999 UT17  | 30 out 1999 | Kitt Peak               | Spacewatch       | —         | MPC                           |
| 137475     | 1999 UD19  | 30 out 1999 | Kitt Peak               | Spacewatch       | —         | MPC                           |
| 137476     | 1999 UC20  | 31 out 1999 | Kitt Peak               | Spacewatch       | —         | MPC                           |
| 137477     | 1999 UG20  | 31 out 1999 | Kitt Peak               | Spacewatch       | —         | MPC                           |
| 137478     | 1999 UP21  | 31 out 1999 | Kitt Peak               | Spacewatch       | —         | MPC                           |
| 137479     | 1999 UC24  | 28 out 1999 | Catalina                | CSS              | —         | MPC                           |
| 137480     | 1999 UD30  | 31 out 1999 | Kitt Peak               | Spacewatch       | —         | MPC                           |
| 137481     | 1999 UJ30  | 31 out 1999 | Kitt Peak               | Spacewatch       | —         | MPC                           |
| 137482     | 1999 UM30  | 31 out 1999 | Kitt Peak               | Spacewatch       | —         | MPC                           |
| 137483     | 1999 UT32  | 31 out 1999 | Kitt Peak               | Spacewatch       | —         | MPC                           |
| 137484     | 1999 UK34  | 31 out 1999 | Kitt Peak               | Spacewatch       | —         | MPC                           |
| 137485     | 1999 UR35  | 30 out 1999 | Kitt Peak               | Spacewatch       | —         | MPC                           |
| 137486     | 1999 UY35  | 31 out 1999 | Kitt Peak               | Spacewatch       | —         | MPC                           |
| 137487     | 1999 UA37  | 16 out 1999 | Kitt Peak               | Spacewatch       | —         | MPC                           |
| 137488     | 1999 UG44  | 29 out 1999 | Catalina                | CSS              | —         | MPC                           |
| 137489     | 1999 UN45  | 31 out 1999 | Catalina                | CSS              | —         | MPC                           |
| 137490     | 1999 UQ50  | 30 out 1999 | Catalina                | CSS              | —         | MPC                           |
| 137491     | 1999 UD51  | 31 out 1999 | Catalina                | CSS              | —         | MPC                           |
| 137492     | 1999 UM51  | 31 out 1999 | Catalina                | CSS              | —         | MPC                           |
| 137493     | 1999 UO51  | 31 out 1999 | Catalina                | CSS              | —         | MPC                           |
| 137494     | 1999 UJ52  | 31 out 1999 | Catalina                | CSS              | —         | MPC                           |
| 137495     | 1999 UH53  | 21 out 1999 | Socorro                 | LINEAR           | —         | MPC                           |
| 137496     | 1999 UM53  | 19 out 1999 | Kitt Peak               | Spacewatch       | —         | MPC                           |
| 137497     | 1999 VH    | 1 nov 1999  | Ondřejov                | L. Kotková       | —         | MPC                           |
| 137498     | 1999 VP8   | 7 nov 1999  | Gnosca                  | S. Sposetti      | —         | MPC                           |
| 137499     | 1999 VS11  | 5 nov 1999  | Farpoint                | Farpoint Obs.    | —         | MPC                           |
| 137500     | 1999 VG13  | 1 nov 1999  | Socorro                 | LINEAR           | —         | MPC                           |

## 137501–137600
| Designação | Designação | Descoberta  | Descoberta          | Descobridor(es)         | Categoria | Mais informações / Referência |
| Permanente | Provisória | Data        | Local               | Descobridor(es)         | Categoria | Mais informações / Referência |
| ---------- | ---------- | ----------- | ------------------- | ----------------------- | --------- | ----------------------------- |
| 137501     | 1999 VE15  | 2 nov 1999  | Kitt Peak           | Spacewatch              | —         | MPC                           |
| 137502     | 1999 VP19  | 10 nov 1999 | Višnjan Observatory | K. Korlević             | —         | MPC                           |
| 137503     | 1999 VZ19  | 10 nov 1999 | Višnjan Observatory | K. Korlević             | —         | MPC                           |
| 137504     | 1999 VO21  | 12 nov 1999 | Višnjan Observatory | K. Korlević             | —         | MPC                           |
| 137505     | 1999 VZ21  | 12 nov 1999 | Višnjan Observatory | K. Korlević             | —         | MPC                           |
| 137506     | 1999 VA22  | 12 nov 1999 | Višnjan Observatory | K. Korlević             | —         | MPC                           |
| 137507     | 1999 VH23  | 8 nov 1999  | Majorca             | R. Pacheco, Á. López J. | —         | MPC                           |
| 137508     | 1999 VV27  | 3 nov 1999  | Catalina            | CSS                     | —         | MPC                           |
| 137509     | 1999 VA29  | 3 nov 1999  | Socorro             | LINEAR                  | —         | MPC                           |
| 137510     | 1999 VL30  | 3 nov 1999  | Socorro             | LINEAR                  | —         | MPC                           |
| 137511     | 1999 VW32  | 3 nov 1999  | Socorro             | LINEAR                  | —         | MPC                           |
| 137512     | 1999 VZ33  | 3 nov 1999  | Socorro             | LINEAR                  | —         | MPC                           |
| 137513     | 1999 VY35  | 3 nov 1999  | Socorro             | LINEAR                  | —         | MPC                           |
| 137514     | 1999 VG37  | 3 nov 1999  | Socorro             | LINEAR                  | —         | MPC                           |
| 137515     | 1999 VC38  | 3 nov 1999  | Socorro             | LINEAR                  | —         | MPC                           |
| 137516     | 1999 VY41  | 4 nov 1999  | Kitt Peak           | Spacewatch              | —         | MPC                           |
| 137517     | 1999 VT42  | 4 nov 1999  | Kitt Peak           | Spacewatch              | —         | MPC                           |
| 137518     | 1999 VA43  | 4 nov 1999  | Kitt Peak           | Spacewatch              | —         | MPC                           |
| 137519     | 1999 VW43  | 1 nov 1999  | Catalina            | CSS                     | —         | MPC                           |
| 137520     | 1999 VP44  | 4 nov 1999  | Catalina            | CSS                     | —         | MPC                           |
| 137521     | 1999 VZ46  | 4 nov 1999  | Socorro             | LINEAR                  | —         | MPC                           |
| 137522     | 1999 VD48  | 3 nov 1999  | Socorro             | LINEAR                  | —         | MPC                           |
| 137523     | 1999 VJ49  | 3 nov 1999  | Socorro             | LINEAR                  | —         | MPC                           |
| 137524     | 1999 VM49  | 3 nov 1999  | Socorro             | LINEAR                  | —         | MPC                           |
| 137525     | 1999 VM50  | 3 nov 1999  | Socorro             | LINEAR                  | —         | MPC                           |
| 137526     | 1999 VB51  | 3 nov 1999  | Socorro             | LINEAR                  | —         | MPC                           |
| 137527     | 1999 VA52  | 3 nov 1999  | Socorro             | LINEAR                  | —         | MPC                           |
| 137528     | 1999 VP54  | 4 nov 1999  | Socorro             | LINEAR                  | —         | MPC                           |
| 137529     | 1999 VR54  | 4 nov 1999  | Socorro             | LINEAR                  | —         | MPC                           |
| 137530     | 1999 VH58  | 4 nov 1999  | Socorro             | LINEAR                  | —         | MPC                           |
| 137531     | 1999 VX58  | 4 nov 1999  | Socorro             | LINEAR                  | —         | MPC                           |
| 137532     | 1999 VL59  | 4 nov 1999  | Socorro             | LINEAR                  | Juno      | MPC                           |
| 137533     | 1999 VQ61  | 4 nov 1999  | Socorro             | LINEAR                  | —         | MPC                           |
| 137534     | 1999 VT61  | 4 nov 1999  | Socorro             | LINEAR                  | —         | MPC                           |
| 137535     | 1999 VE62  | 4 nov 1999  | Socorro             | LINEAR                  | Mitidika  | MPC                           |
| 137536     | 1999 VC63  | 4 nov 1999  | Socorro             | LINEAR                  | —         | MPC                           |
| 137537     | 1999 VR66  | 4 nov 1999  | Socorro             | LINEAR                  | —         | MPC                           |
| 137538     | 1999 VJ67  | 4 nov 1999  | Socorro             | LINEAR                  | —         | MPC                           |
| 137539     | 1999 VD69  | 4 nov 1999  | Socorro             | LINEAR                  | —         | MPC                           |
| 137540     | 1999 VE69  | 4 nov 1999  | Socorro             | LINEAR                  | —         | MPC                           |
| 137541     | 1999 VN70  | 4 nov 1999  | Socorro             | LINEAR                  | —         | MPC                           |
| 137542     | 1999 VQ70  | 4 nov 1999  | Socorro             | LINEAR                  | —         | MPC                           |
| 137543     | 1999 VW70  | 4 nov 1999  | Socorro             | LINEAR                  | —         | MPC                           |
| 137544     | 1999 VG72  | 12 nov 1999 | Xinglong            | SCAP                    | —         | MPC                           |
| 137545     | 1999 VP75  | 5 nov 1999  | Kitt Peak           | Spacewatch              | —         | MPC                           |
| 137546     | 1999 VY76  | 5 nov 1999  | Kitt Peak           | Spacewatch              | —         | MPC                           |
| 137547     | 1999 VZ76  | 5 nov 1999  | Kitt Peak           | Spacewatch              | —         | MPC                           |
| 137548     | 1999 VE77  | 5 nov 1999  | Kitt Peak           | Spacewatch              | —         | MPC                           |
| 137549     | 1999 VW77  | 3 nov 1999  | Socorro             | LINEAR                  | —         | MPC                           |
| 137550     | 1999 VV78  | 4 nov 1999  | Socorro             | LINEAR                  | —         | MPC                           |
| 137551     | 1999 VL84  | 6 nov 1999  | Kitt Peak           | Spacewatch              | —         | MPC                           |
| 137552     | 1999 VG85  | 6 nov 1999  | Kitt Peak           | Spacewatch              | —         | MPC                           |
| 137553     | 1999 VY85  | 4 nov 1999  | Socorro             | LINEAR                  | —         | MPC                           |
| 137554     | 1999 VA86  | 4 nov 1999  | Socorro             | LINEAR                  | —         | MPC                           |
| 137555     | 1999 VE86  | 4 nov 1999  | Socorro             | LINEAR                  | —         | MPC                           |
| 137556     | 1999 VA89  | 4 nov 1999  | Socorro             | LINEAR                  | —         | MPC                           |
| 137557     | 1999 VH89  | 4 nov 1999  | Socorro             | LINEAR                  | —         | MPC                           |
| 137558     | 1999 VY89  | 5 nov 1999  | Socorro             | LINEAR                  | —         | MPC                           |
| 137559     | 1999 VE90  | 5 nov 1999  | Socorro             | LINEAR                  | —         | MPC                           |
| 137560     | 1999 VL92  | 9 nov 1999  | Socorro             | LINEAR                  | —         | MPC                           |
| 137561     | 1999 VH94  | 9 nov 1999  | Socorro             | LINEAR                  | —         | MPC                           |
| 137562     | 1999 VX95  | 9 nov 1999  | Socorro             | LINEAR                  | —         | MPC                           |
| 137563     | 1999 VB96  | 9 nov 1999  | Socorro             | LINEAR                  | —         | MPC                           |
| 137564     | 1999 VD100 | 9 nov 1999  | Socorro             | LINEAR                  | —         | MPC                           |
| 137565     | 1999 VW101 | 9 nov 1999  | Socorro             | LINEAR                  | —         | MPC                           |
| 137566     | 1999 VO104 | 9 nov 1999  | Socorro             | LINEAR                  | —         | MPC                           |
| 137567     | 1999 VZ104 | 9 nov 1999  | Socorro             | LINEAR                  | —         | MPC                           |
| 137568     | 1999 VW106 | 9 nov 1999  | Socorro             | LINEAR                  | —         | MPC                           |
| 137569     | 1999 VJ108 | 9 nov 1999  | Socorro             | LINEAR                  | —         | MPC                           |
| 137570     | 1999 VF109 | 9 nov 1999  | Socorro             | LINEAR                  | —         | MPC                           |
| 137571     | 1999 VT110 | 9 nov 1999  | Socorro             | LINEAR                  | —         | MPC                           |
| 137572     | 1999 VC112 | 9 nov 1999  | Socorro             | LINEAR                  | —         | MPC                           |
| 137573     | 1999 VR113 | 4 nov 1999  | Catalina            | CSS                     | —         | MPC                           |
| 137574     | 1999 VF120 | 4 nov 1999  | Kitt Peak           | Spacewatch              | —         | MPC                           |
| 137575     | 1999 VT121 | 4 nov 1999  | Kitt Peak           | Spacewatch              | —         | MPC                           |
| 137576     | 1999 VZ123 | 5 nov 1999  | Kitt Peak           | Spacewatch              | —         | MPC                           |
| 137577     | 1999 VW125 | 6 nov 1999  | Kitt Peak           | Spacewatch              | —         | MPC                           |
| 137578     | 1999 VN127 | 9 nov 1999  | Kitt Peak           | Spacewatch              | —         | MPC                           |
| 137579     | 1999 VH130 | 12 nov 1999 | Kitt Peak           | Spacewatch              | —         | MPC                           |
| 137580     | 1999 VO136 | 9 nov 1999  | Socorro             | LINEAR                  | —         | MPC                           |
| 137581     | 1999 VV137 | 12 nov 1999 | Socorro             | LINEAR                  | —         | MPC                           |
| 137582     | 1999 VE139 | 9 nov 1999  | Kitt Peak           | Spacewatch              | —         | MPC                           |
| 137583     | 1999 VE141 | 10 nov 1999 | Kitt Peak           | Spacewatch              | —         | MPC                           |
| 137584     | 1999 VK142 | 10 nov 1999 | Kitt Peak           | Spacewatch              | Mitidika  | MPC                           |
| 137585     | 1999 VJ145 | 9 nov 1999  | Socorro             | LINEAR                  | —         | MPC                           |
| 137586     | 1999 VS145 | 9 nov 1999  | Socorro             | LINEAR                  | —         | MPC                           |
| 137587     | 1999 VU146 | 12 nov 1999 | Socorro             | LINEAR                  | Mitidika  | MPC                           |
| 137588     | 1999 VN147 | 13 nov 1999 | Socorro             | LINEAR                  | —         | MPC                           |
| 137589     | 1999 VR149 | 14 nov 1999 | Socorro             | LINEAR                  | —         | MPC                           |
| 137590     | 1999 VF151 | 14 nov 1999 | Socorro             | LINEAR                  | —         | MPC                           |
| 137591     | 1999 VN153 | 11 nov 1999 | Kitt Peak           | Spacewatch              | —         | MPC                           |
| 137592     | 1999 VU153 | 13 nov 1999 | Kitt Peak           | Spacewatch              | —         | MPC                           |
| 137593     | 1999 VM158 | 14 nov 1999 | Socorro             | LINEAR                  | —         | MPC                           |
| 137594     | 1999 VA161 | 14 nov 1999 | Socorro             | LINEAR                  | —         | MPC                           |
| 137595     | 1999 VP161 | 14 nov 1999 | Socorro             | LINEAR                  | —         | MPC                           |
| 137596     | 1999 VV161 | 14 nov 1999 | Socorro             | LINEAR                  | —         | MPC                           |
| 137597     | 1999 VW161 | 14 nov 1999 | Socorro             | LINEAR                  | —         | MPC                           |
| 137598     | 1999 VA164 | 14 nov 1999 | Socorro             | LINEAR                  | —         | MPC                           |
| 137599     | 1999 VN164 | 14 nov 1999 | Socorro             | LINEAR                  | —         | MPC                           |
| 137600     | 1999 VJ169 | 14 nov 1999 | Socorro             | LINEAR                  | —         | MPC                           |

## 137601–137700
| Designação      | Designação | Descoberta  | Descoberta          | Descobridor(es)     | Categoria | Mais informações / Referência |
| Permanente      | Provisória | Data        | Local               | Descobridor(es)     | Categoria | Mais informações / Referência |
| --------------- | ---------- | ----------- | ------------------- | ------------------- | --------- | ----------------------------- |
| 137601          | 1999 VO170 | 14 nov 1999 | Socorro             | LINEAR              | —         | MPC                           |
| 137602          | 1999 VF171 | 14 nov 1999 | Socorro             | LINEAR              | —         | MPC                           |
| 137603          | 1999 VJ171 | 14 nov 1999 | Socorro             | LINEAR              | —         | MPC                           |
| 137604          | 1999 VP173 | 15 nov 1999 | Socorro             | LINEAR              | —         | MPC                           |
| 137605          | 1999 VK174 | 11 nov 1999 | Anderson Mesa       | LONEOS              | —         | MPC                           |
| 137606          | 1999 VJ175 | 10 nov 1999 | Kitt Peak           | Spacewatch          | —         | MPC                           |
| 137607          | 1999 VC176 | 2 nov 1999  | Catalina            | CSS                 | —         | MPC                           |
| 137608          | 1999 VZ176 | 5 nov 1999  | Socorro             | LINEAR              | —         | MPC                           |
| 137609          | 1999 VF180 | 5 nov 1999  | Socorro             | LINEAR              | —         | MPC                           |
| 137610          | 1999 VB183 | 9 nov 1999  | Socorro             | LINEAR              | —         | MPC                           |
| 137611          | 1999 VU183 | 12 nov 1999 | Socorro             | LINEAR              | —         | MPC                           |
| 137612          | 1999 VQ187 | 15 nov 1999 | Socorro             | LINEAR              | —         | MPC                           |
| 137613          | 1999 VW188 | 15 nov 1999 | Socorro             | LINEAR              | —         | MPC                           |
| 137614          | 1999 VN189 | 15 nov 1999 | Socorro             | LINEAR              | —         | MPC                           |
| 137615          | 1999 VR191 | 12 nov 1999 | Socorro             | LINEAR              | —         | MPC                           |
| 137616          | 1999 VJ192 | 1 nov 1999  | Anderson Mesa       | LONEOS              | —         | MPC                           |
| 137617          | 1999 VJ195 | 3 nov 1999  | Catalina            | CSS                 | —         | MPC                           |
| 137618          | 1999 VT197 | 3 nov 1999  | Catalina            | CSS                 | —         | MPC                           |
| 137619          | 1999 VG204 | 9 nov 1999  | Socorro             | LINEAR              | —         | MPC                           |
| 137620          | 1999 VD207 | 11 nov 1999 | Catalina            | CSS                 | —         | MPC                           |
| 137621          | 1999 VL207 | 12 nov 1999 | Socorro             | LINEAR              | —         | MPC                           |
| 137622          | 1999 VR207 | 13 nov 1999 | Kitt Peak           | Spacewatch          | —         | MPC                           |
| 137623          | 1999 VB211 | 13 nov 1999 | Anderson Mesa       | LONEOS              | —         | MPC                           |
| 137624          | 1999 VQ213 | 14 nov 1999 | Anderson Mesa       | LONEOS              | —         | MPC                           |
| 137625          | 1999 VT219 | 5 nov 1999  | Socorro             | LINEAR              | —         | MPC                           |
| 137626          | 1999 VG220 | 3 nov 1999  | Kitt Peak           | Spacewatch          | —         | MPC                           |
| 137627          | 1999 VS220 | 3 nov 1999  | Socorro             | LINEAR              | —         | MPC                           |
| 137628          | 1999 VH222 | 4 nov 1999  | Kitt Peak           | Spacewatch          | —         | MPC                           |
| 137629          | 1999 VN226 | 13 nov 1999 | Catalina            | CSS                 | —         | MPC                           |
| 137630          | 1999 WV    | 18 nov 1999 | Oohira              | T. Urata            | —         | MPC                           |
| 137631          | 1999 WU1   | 25 nov 1999 | Višnjan Observatory | K. Korlević         | —         | MPC                           |
| 137632 Ramsauer | 1999 WG2   | 26 nov 1999 | Linz                | E. Meyer            | —         | MPC                           |
| 137633          | 1999 WR2   | 26 nov 1999 | Monte Agliale       | M. M. M. Santangelo | —         | MPC                           |
| 137634          | 1999 WF5   | 28 nov 1999 | Kitt Peak           | Spacewatch          | —         | MPC                           |
| 137635          | 1999 WD8   | 28 nov 1999 | Kvistaberg          | UDAS                | —         | MPC                           |
| 137636          | 1999 WS8   | 28 nov 1999 | Gnosca              | S. Sposetti         | —         | MPC                           |
| 137637          | 1999 WS10  | 28 nov 1999 | Kitt Peak           | Spacewatch          | —         | MPC                           |
| 137638          | 1999 WS11  | 28 nov 1999 | Kitt Peak           | Spacewatch          | —         | MPC                           |
| 137639          | 1999 WC12  | 28 nov 1999 | Kitt Peak           | Spacewatch          | —         | MPC                           |
| 137640          | 1999 WW12  | 30 nov 1999 | Kitt Peak           | Spacewatch          | —         | MPC                           |
| 137641          | 1999 WE13  | 30 nov 1999 | Kitt Peak           | Spacewatch          | —         | MPC                           |
| 137642          | 1999 WU14  | 28 nov 1999 | Kitt Peak           | Spacewatch          | —         | MPC                           |
| 137643          | 1999 WC15  | 29 nov 1999 | Kitt Peak           | Spacewatch          | —         | MPC                           |
| 137644          | 1999 WJ15  | 29 nov 1999 | Kitt Peak           | Spacewatch          | —         | MPC                           |
| 137645          | 1999 WZ15  | 29 nov 1999 | Kitt Peak           | Spacewatch          | —         | MPC                           |
| 137646          | 1999 WB16  | 29 nov 1999 | Kitt Peak           | Spacewatch          | Mitidika  | MPC                           |
| 137647          | 1999 WR16  | 30 nov 1999 | Kitt Peak           | Spacewatch          | —         | MPC                           |
| 137648          | 1999 WF19  | 30 nov 1999 | Kitt Peak           | Spacewatch          | —         | MPC                           |
| 137649          | 1999 WJ20  | 16 nov 1999 | Socorro             | LINEAR              | —         | MPC                           |
| 137650          | 1999 WZ24  | 28 nov 1999 | Kitt Peak           | Spacewatch          | —         | MPC                           |
| 137651          | 1999 WG25  | 29 nov 1999 | Kitt Peak           | Spacewatch          | —         | MPC                           |
| 137652          | 1999 WJ25  | 29 nov 1999 | Kitt Peak           | Spacewatch          | —         | MPC                           |
| 137653          | 1999 XY    | 2 dez 1999  | Oizumi              | T. Kobayashi        | —         | MPC                           |
| 137654          | 1999 XP2   | 3 dez 1999  | Kitt Peak           | Spacewatch          | —         | MPC                           |
| 137655          | 1999 XE3   | 4 dez 1999  | Catalina            | CSS                 | —         | MPC                           |
| 137656          | 1999 XU6   | 4 dez 1999  | Catalina            | CSS                 | —         | MPC                           |
| 137657          | 1999 XZ8   | 5 dez 1999  | Socorro             | LINEAR              | —         | MPC                           |
| 137658          | 1999 XZ9   | 5 dez 1999  | Kitt Peak           | Spacewatch          | —         | MPC                           |
| 137659          | 1999 XD12  | 6 dez 1999  | Catalina            | CSS                 | —         | MPC                           |
| 137660          | 1999 XO12  | 5 dez 1999  | Socorro             | LINEAR              | —         | MPC                           |
| 137661          | 1999 XF15  | 6 dez 1999  | Socorro             | LINEAR              | —         | MPC                           |
| 137662          | 1999 XJ16  | 7 dez 1999  | Socorro             | LINEAR              | —         | MPC                           |
| 137663          | 1999 XH19  | 3 dez 1999  | Socorro             | LINEAR              | —         | MPC                           |
| 137664          | 1999 XJ22  | 6 dez 1999  | Socorro             | LINEAR              | —         | MPC                           |
| 137665          | 1999 XR24  | 6 dez 1999  | Socorro             | LINEAR              | —         | MPC                           |
| 137666          | 1999 XG25  | 6 dez 1999  | Socorro             | LINEAR              | —         | MPC                           |
| 137667          | 1999 XW25  | 6 dez 1999  | Socorro             | LINEAR              | —         | MPC                           |
| 137668          | 1999 XK28  | 6 dez 1999  | Socorro             | LINEAR              | —         | MPC                           |
| 137669          | 1999 XX28  | 6 dez 1999  | Socorro             | LINEAR              | —         | MPC                           |
| 137670          | 1999 XE33  | 6 dez 1999  | Socorro             | LINEAR              | Mitidika  | MPC                           |
| 137671          | 1999 XP35  | 6 dez 1999  | Socorro             | LINEAR              | —         | MPC                           |
| 137672          | 1999 XP40  | 7 dez 1999  | Socorro             | LINEAR              | —         | MPC                           |
| 137673          | 1999 XX40  | 7 dez 1999  | Socorro             | LINEAR              | —         | MPC                           |
| 137674          | 1999 XA42  | 7 dez 1999  | Socorro             | LINEAR              | —         | MPC                           |
| 137675          | 1999 XF42  | 7 dez 1999  | Socorro             | LINEAR              | —         | MPC                           |
| 137676          | 1999 XH42  | 7 dez 1999  | Socorro             | LINEAR              | —         | MPC                           |
| 137677          | 1999 XA44  | 7 dez 1999  | Socorro             | LINEAR              | —         | MPC                           |
| 137678          | 1999 XW44  | 7 dez 1999  | Socorro             | LINEAR              | —         | MPC                           |
| 137679          | 1999 XC45  | 7 dez 1999  | Socorro             | LINEAR              | —         | MPC                           |
| 137680          | 1999 XW45  | 7 dez 1999  | Socorro             | LINEAR              | —         | MPC                           |
| 137681          | 1999 XT46  | 7 dez 1999  | Socorro             | LINEAR              | —         | MPC                           |
| 137682          | 1999 XD48  | 7 dez 1999  | Socorro             | LINEAR              | —         | MPC                           |
| 137683          | 1999 XS50  | 7 dez 1999  | Socorro             | LINEAR              | Mitidika  | MPC                           |
| 137684          | 1999 XH51  | 7 dez 1999  | Socorro             | LINEAR              | —         | MPC                           |
| 137685          | 1999 XT51  | 7 dez 1999  | Socorro             | LINEAR              | —         | MPC                           |
| 137686          | 1999 XA52  | 7 dez 1999  | Socorro             | LINEAR              | —         | MPC                           |
| 137687          | 1999 XV55  | 7 dez 1999  | Socorro             | LINEAR              | —         | MPC                           |
| 137688          | 1999 XF59  | 7 dez 1999  | Socorro             | LINEAR              | —         | MPC                           |
| 137689          | 1999 XB60  | 7 dez 1999  | Socorro             | LINEAR              | Mitidika  | MPC                           |
| 137690          | 1999 XW61  | 7 dez 1999  | Socorro             | LINEAR              | —         | MPC                           |
| 137691          | 1999 XC62  | 7 dez 1999  | Socorro             | LINEAR              | Chloris   | MPC                           |
| 137692          | 1999 XU62  | 7 dez 1999  | Socorro             | LINEAR              | —         | MPC                           |
| 137693          | 1999 XG63  | 7 dez 1999  | Socorro             | LINEAR              | Mitidika  | MPC                           |
| 137694          | 1999 XW64  | 7 dez 1999  | Socorro             | LINEAR              | —         | MPC                           |
| 137695          | 1999 XT68  | 7 dez 1999  | Socorro             | LINEAR              | —         | MPC                           |
| 137696          | 1999 XA69  | 7 dez 1999  | Socorro             | LINEAR              | —         | MPC                           |
| 137697          | 1999 XM69  | 7 dez 1999  | Socorro             | LINEAR              | —         | MPC                           |
| 137698          | 1999 XR69  | 7 dez 1999  | Socorro             | LINEAR              | —         | MPC                           |
| 137699          | 1999 XE72  | 7 dez 1999  | Socorro             | LINEAR              | —         | MPC                           |
| 137700          | 1999 XV72  | 7 dez 1999  | Socorro             | LINEAR              | —         | MPC                           |

## 137701–137800
| Designação | Designação | Descoberta  | Descoberta    | Descobridor(es) | Categoria | Mais informações / Referência |
| Permanente | Provisória | Data        | Local         | Descobridor(es) | Categoria | Mais informações / Referência |
| ---------- | ---------- | ----------- | ------------- | --------------- | --------- | ----------------------------- |
| 137701     | 1999 XR73  | 7 dez 1999  | Socorro       | LINEAR          | —         | MPC                           |
| 137702     | 1999 XZ75  | 7 dez 1999  | Socorro       | LINEAR          | —         | MPC                           |
| 137703     | 1999 XE78  | 7 dez 1999  | Socorro       | LINEAR          | —         | MPC                           |
| 137704     | 1999 XV78  | 7 dez 1999  | Socorro       | LINEAR          | —         | MPC                           |
| 137705     | 1999 XL81  | 7 dez 1999  | Socorro       | LINEAR          | —         | MPC                           |
| 137706     | 1999 XB83  | 7 dez 1999  | Socorro       | LINEAR          | —         | MPC                           |
| 137707     | 1999 XJ83  | 7 dez 1999  | Socorro       | LINEAR          | —         | MPC                           |
| 137708     | 1999 XK89  | 7 dez 1999  | Socorro       | LINEAR          | —         | MPC                           |
| 137709     | 1999 XX89  | 7 dez 1999  | Socorro       | LINEAR          | —         | MPC                           |
| 137710     | 1999 XH93  | 7 dez 1999  | Socorro       | LINEAR          | —         | MPC                           |
| 137711     | 1999 XJ96  | 7 dez 1999  | Socorro       | LINEAR          | —         | MPC                           |
| 137712     | 1999 XU96  | 7 dez 1999  | Socorro       | LINEAR          | —         | MPC                           |
| 137713     | 1999 XX96  | 7 dez 1999  | Socorro       | LINEAR          | —         | MPC                           |
| 137714     | 1999 XY96  | 7 dez 1999  | Socorro       | LINEAR          | —         | MPC                           |
| 137715     | 1999 XA98  | 7 dez 1999  | Socorro       | LINEAR          | —         | MPC                           |
| 137716     | 1999 XG98  | 7 dez 1999  | Socorro       | LINEAR          | —         | MPC                           |
| 137717     | 1999 XT101 | 7 dez 1999  | Socorro       | LINEAR          | —         | MPC                           |
| 137718     | 1999 XA102 | 7 dez 1999  | Socorro       | LINEAR          | —         | MPC                           |
| 137719     | 1999 XS102 | 7 dez 1999  | Socorro       | LINEAR          | —         | MPC                           |
| 137720     | 1999 XU102 | 7 dez 1999  | Socorro       | LINEAR          | —         | MPC                           |
| 137721     | 1999 XW103 | 7 dez 1999  | Socorro       | LINEAR          | —         | MPC                           |
| 137722     | 1999 XN104 | 7 dez 1999  | Socorro       | LINEAR          | —         | MPC                           |
| 137723     | 1999 XR107 | 4 dez 1999  | Catalina      | CSS             | —         | MPC                           |
| 137724     | 1999 XW111 | 7 dez 1999  | Socorro       | LINEAR          | —         | MPC                           |
| 137725     | 1999 XY111 | 7 dez 1999  | Socorro       | LINEAR          | Mitidika  | MPC                           |
| 137726     | 1999 XL115 | 4 dez 1999  | Catalina      | CSS             | —         | MPC                           |
| 137727     | 1999 XG117 | 5 dez 1999  | Catalina      | CSS             | —         | MPC                           |
| 137728     | 1999 XP117 | 5 dez 1999  | Catalina      | CSS             | —         | MPC                           |
| 137729     | 1999 XW118 | 5 dez 1999  | Catalina      | CSS             | —         | MPC                           |
| 137730     | 1999 XR121 | 5 dez 1999  | Catalina      | CSS             | —         | MPC                           |
| 137731     | 1999 XW121 | 7 dez 1999  | Catalina      | CSS             | —         | MPC                           |
| 137732     | 1999 XY121 | 7 dez 1999  | Catalina      | CSS             | —         | MPC                           |
| 137733     | 1999 XG122 | 7 dez 1999  | Catalina      | CSS             | —         | MPC                           |
| 137734     | 1999 XC123 | 7 dez 1999  | Catalina      | CSS             | —         | MPC                           |
| 137735     | 1999 XF124 | 7 dez 1999  | Catalina      | CSS             | —         | MPC                           |
| 137736     | 1999 XX125 | 7 dez 1999  | Catalina      | CSS             | —         | MPC                           |
| 137737     | 1999 XD128 | 7 dez 1999  | Socorro       | LINEAR          | —         | MPC                           |
| 137738     | 1999 XK130 | 12 dez 1999 | Socorro       | LINEAR          | —         | MPC                           |
| 137739     | 1999 XO130 | 12 dez 1999 | Socorro       | LINEAR          | —         | MPC                           |
| 137740     | 1999 XN131 | 12 dez 1999 | Socorro       | LINEAR          | —         | MPC                           |
| 137741     | 1999 XA135 | 6 dez 1999  | Socorro       | LINEAR          | —         | MPC                           |
| 137742     | 1999 XH136 | 13 dez 1999 | Socorro       | LINEAR          | —         | MPC                           |
| 137743     | 1999 XE138 | 2 dez 1999  | Kitt Peak     | Spacewatch      | —         | MPC                           |
| 137744     | 1999 XU138 | 5 dez 1999  | Kitt Peak     | Spacewatch      | —         | MPC                           |
| 137745     | 1999 XY141 | 12 dez 1999 | Socorro       | LINEAR          | —         | MPC                           |
| 137746     | 1999 XP153 | 7 dez 1999  | Socorro       | LINEAR          | —         | MPC                           |
| 137747     | 1999 XC154 | 8 dez 1999  | Socorro       | LINEAR          | —         | MPC                           |
| 137748     | 1999 XQ154 | 8 dez 1999  | Socorro       | LINEAR          | —         | MPC                           |
| 137749     | 1999 XR154 | 8 dez 1999  | Socorro       | LINEAR          | —         | MPC                           |
| 137750     | 1999 XB157 | 8 dez 1999  | Socorro       | LINEAR          | —         | MPC                           |
| 137751     | 1999 XB159 | 8 dez 1999  | Socorro       | LINEAR          | —         | MPC                           |
| 137752     | 1999 XU160 | 8 dez 1999  | Socorro       | LINEAR          | —         | MPC                           |
| 137753     | 1999 XP161 | 13 dez 1999 | Socorro       | LINEAR          | —         | MPC                           |
| 137754     | 1999 XY162 | 8 dez 1999  | Kitt Peak     | Spacewatch      | —         | MPC                           |
| 137755     | 1999 XB164 | 8 dez 1999  | Socorro       | LINEAR          | —         | MPC                           |
| 137756     | 1999 XZ166 | 10 dez 1999 | Socorro       | LINEAR          | —         | MPC                           |
| 137757     | 1999 XK171 | 10 dez 1999 | Socorro       | LINEAR          | —         | MPC                           |
| 137758     | 1999 XH173 | 10 dez 1999 | Socorro       | LINEAR          | —         | MPC                           |
| 137759     | 1999 XM173 | 10 dez 1999 | Socorro       | LINEAR          | —         | MPC                           |
| 137760     | 1999 XF176 | 10 dez 1999 | Socorro       | LINEAR          | —         | MPC                           |
| 137761     | 1999 XG177 | 10 dez 1999 | Socorro       | LINEAR          | —         | MPC                           |
| 137762     | 1999 XM179 | 10 dez 1999 | Socorro       | LINEAR          | —         | MPC                           |
| 137763     | 1999 XW179 | 10 dez 1999 | Socorro       | LINEAR          | —         | MPC                           |
| 137764     | 1999 XX179 | 10 dez 1999 | Socorro       | LINEAR          | —         | MPC                           |
| 137765     | 1999 XT182 | 12 dez 1999 | Socorro       | LINEAR          | —         | MPC                           |
| 137766     | 1999 XM184 | 12 dez 1999 | Socorro       | LINEAR          | —         | MPC                           |
| 137767     | 1999 XG186 | 12 dez 1999 | Socorro       | LINEAR          | —         | MPC                           |
| 137768     | 1999 XU187 | 12 dez 1999 | Socorro       | LINEAR          | —         | MPC                           |
| 137769     | 1999 XU189 | 12 dez 1999 | Socorro       | LINEAR          | —         | MPC                           |
| 137770     | 1999 XD195 | 12 dez 1999 | Socorro       | LINEAR          | —         | MPC                           |
| 137771     | 1999 XS196 | 12 dez 1999 | Socorro       | LINEAR          | —         | MPC                           |
| 137772     | 1999 XZ197 | 12 dez 1999 | Socorro       | LINEAR          | —         | MPC                           |
| 137773     | 1999 XM216 | 13 dez 1999 | Kitt Peak     | Spacewatch      | —         | MPC                           |
| 137774     | 1999 XP217 | 13 dez 1999 | Kitt Peak     | Spacewatch      | Mitidika  | MPC                           |
| 137775     | 1999 XH218 | 13 dez 1999 | Kitt Peak     | Spacewatch      | —         | MPC                           |
| 137776     | 1999 XJ218 | 13 dez 1999 | Kitt Peak     | Spacewatch      | Mitidika  | MPC                           |
| 137777     | 1999 XN218 | 13 dez 1999 | Kitt Peak     | Spacewatch      | —         | MPC                           |
| 137778     | 1999 XL220 | 12 dez 1999 | Socorro       | LINEAR          | —         | MPC                           |
| 137779     | 1999 XL221 | 15 dez 1999 | Socorro       | LINEAR          | —         | MPC                           |
| 137780     | 1999 XO223 | 13 dez 1999 | Kitt Peak     | Spacewatch      | —         | MPC                           |
| 137781     | 1999 XX224 | 13 dez 1999 | Kitt Peak     | Spacewatch      | —         | MPC                           |
| 137782     | 1999 XF226 | 14 dez 1999 | Kitt Peak     | Spacewatch      | —         | MPC                           |
| 137783     | 1999 XQ226 | 14 dez 1999 | Kitt Peak     | Spacewatch      | —         | MPC                           |
| 137784     | 1999 XV228 | 14 dez 1999 | Kitt Peak     | Spacewatch      | —         | MPC                           |
| 137785     | 1999 XB234 | 4 dez 1999  | Anderson Mesa | LONEOS          | —         | MPC                           |
| 137786     | 1999 XE237 | 5 dez 1999  | Kitt Peak     | Spacewatch      | —         | MPC                           |
| 137787     | 1999 XV237 | 5 dez 1999  | Catalina      | CSS             | —         | MPC                           |
| 137788     | 1999 XP238 | 4 dez 1999  | Kitt Peak     | Spacewatch      | —         | MPC                           |
| 137789     | 1999 XF239 | 5 dez 1999  | Catalina      | CSS             | —         | MPC                           |
| 137790     | 1999 XJ239 | 7 dez 1999  | Catalina      | CSS             | —         | MPC                           |
| 137791     | 1999 XR242 | 13 dez 1999 | Socorro       | LINEAR          | —         | MPC                           |
| 137792     | 1999 XP245 | 5 dez 1999  | Socorro       | LINEAR          | —         | MPC                           |
| 137793     | 1999 XU250 | 5 dez 1999  | Kitt Peak     | Spacewatch      | —         | MPC                           |
| 137794     | 1999 XK252 | 9 dez 1999  | Kitt Peak     | Spacewatch      | —         | MPC                           |
| 137795     | 1999 XM252 | 12 dez 1999 | Kitt Peak     | Spacewatch      | —         | MPC                           |
| 137796     | 1999 XB254 | 12 dez 1999 | Kitt Peak     | Spacewatch      | Mitidika  | MPC                           |
| 137797     | 1999 XS255 | 4 dez 1999  | Kitt Peak     | Spacewatch      | —         | MPC                           |
| 137798     | 1999 XH256 | 7 dez 1999  | Socorro       | LINEAR          | —         | MPC                           |
| 137799     | 1999 YB    | 16 dez 1999 | Anderson Mesa | LONEOS          | —         | MPC                           |
| 137800     | 1999 YE    | 16 dez 1999 | Socorro       | LINEAR          | —         | MPC                           |

## 137801–137900
| Designação | Designação | Descoberta  | Descoberta | Descobridor(es) | Categoria | Mais informações / Referência |
| Permanente | Provisória | Data        | Local      | Descobridor(es) | Categoria | Mais informações / Referência |
| ---------- | ---------- | ----------- | ---------- | --------------- | --------- | ----------------------------- |
| 137801     | 1999 YR    | 16 dez 1999 | Socorro    | LINEAR          | —         | MPC                           |
| 137802     | 1999 YT    | 16 dez 1999 | Socorro    | LINEAR          | —         | MPC                           |
| 137803     | 1999 YR1   | 16 dez 1999 | Socorro    | LINEAR          | —         | MPC                           |
| 137804     | 1999 YQ2   | 16 dez 1999 | Kitt Peak  | Spacewatch      | —         | MPC                           |
| 137805     | 1999 YK5   | 28 dez 1999 | Socorro    | LINEAR          | —         | MPC                           |
| 137806     | 1999 YW6   | 30 dez 1999 | Socorro    | LINEAR          | —         | MPC                           |
| 137807     | 1999 YE7   | 30 dez 1999 | Socorro    | LINEAR          | —         | MPC                           |
| 137808     | 1999 YU7   | 27 dez 1999 | Kitt Peak  | Spacewatch      | —         | MPC                           |
| 137809     | 1999 YL8   | 27 dez 1999 | Kitt Peak  | Spacewatch      | —         | MPC                           |
| 137810     | 1999 YS8   | 27 dez 1999 | Kitt Peak  | Spacewatch      | —         | MPC                           |
| 137811     | 1999 YD14  | 31 dez 1999 | Kitt Peak  | Spacewatch      | —         | MPC                           |
| 137812     | 1999 YU14  | 31 dez 1999 | Farpoint   | G. Hug, G. Bell | —         | MPC                           |
| 137813     | 1999 YB16  | 31 dez 1999 | Kitt Peak  | Spacewatch      | —         | MPC                           |
| 137814     | 1999 YJ17  | 31 dez 1999 | Kitt Peak  | Spacewatch      | —         | MPC                           |
| 137815     | 1999 YS23  | 16 dez 1999 | Kitt Peak  | Spacewatch      | —         | MPC                           |
| 137816     | 1999 YD25  | 27 dez 1999 | Kitt Peak  | Spacewatch      | Juno      | MPC                           |
| 137817     | 2000 AE1   | 2 jan 2000  | Kitt Peak  | Spacewatch      | Mitidika  | MPC                           |
| 137818     | 2000 AR3   | 2 jan 2000  | Socorro    | LINEAR          | —         | MPC                           |
| 137819     | 2000 AD4   | 3 jan 2000  | Socorro    | LINEAR          | —         | MPC                           |
| 137820     | 2000 AL6   | 4 jan 2000  | Prescott   | P. G. Comba     | Chloris   | MPC                           |
| 137821     | 2000 AO7   | 2 jan 2000  | Socorro    | LINEAR          | —         | MPC                           |
| 137822     | 2000 AB13  | 3 jan 2000  | Socorro    | LINEAR          | —         | MPC                           |
| 137823     | 2000 AN14  | 3 jan 2000  | Socorro    | LINEAR          | —         | MPC                           |
| 137824     | 2000 AT16  | 3 jan 2000  | Socorro    | LINEAR          | —         | MPC                           |
| 137825     | 2000 AX17  | 3 jan 2000  | Socorro    | LINEAR          | —         | MPC                           |
| 137826     | 2000 AX21  | 3 jan 2000  | Socorro    | LINEAR          | —         | MPC                           |
| 137827     | 2000 AY21  | 3 jan 2000  | Socorro    | LINEAR          | —         | MPC                           |
| 137828     | 2000 AC22  | 3 jan 2000  | Socorro    | LINEAR          | —         | MPC                           |
| 137829     | 2000 AC24  | 3 jan 2000  | Socorro    | LINEAR          | —         | MPC                           |
| 137830     | 2000 AP24  | 3 jan 2000  | Socorro    | LINEAR          | Mitidika  | MPC                           |
| 137831     | 2000 AM25  | 3 jan 2000  | Socorro    | LINEAR          | —         | MPC                           |
| 137832     | 2000 AW25  | 3 jan 2000  | Socorro    | LINEAR          | —         | MPC                           |
| 137833     | 2000 AZ25  | 3 jan 2000  | Socorro    | LINEAR          | —         | MPC                           |
| 137834     | 2000 AM26  | 3 jan 2000  | Socorro    | LINEAR          | Mitidika  | MPC                           |
| 137835     | 2000 AX27  | 3 jan 2000  | Socorro    | LINEAR          | —         | MPC                           |
| 137836     | 2000 AZ27  | 3 jan 2000  | Socorro    | LINEAR          | —         | MPC                           |
| 137837     | 2000 AX28  | 3 jan 2000  | Socorro    | LINEAR          | —         | MPC                           |
| 137838     | 2000 AD29  | 3 jan 2000  | Socorro    | LINEAR          | —         | MPC                           |
| 137839     | 2000 AM32  | 3 jan 2000  | Socorro    | LINEAR          | —         | MPC                           |
| 137840     | 2000 AX32  | 3 jan 2000  | Socorro    | LINEAR          | —         | MPC                           |
| 137841     | 2000 AN35  | 3 jan 2000  | Socorro    | LINEAR          | —         | MPC                           |
| 137842     | 2000 AK37  | 3 jan 2000  | Socorro    | LINEAR          | —         | MPC                           |
| 137843     | 2000 AM37  | 3 jan 2000  | Socorro    | LINEAR          | —         | MPC                           |
| 137844     | 2000 AS37  | 3 jan 2000  | Socorro    | LINEAR          | —         | MPC                           |
| 137845     | 2000 AT37  | 3 jan 2000  | Socorro    | LINEAR          | —         | MPC                           |
| 137846     | 2000 AT41  | 3 jan 2000  | Socorro    | LINEAR          | —         | MPC                           |
| 137847     | 2000 AT43  | 2 jan 2000  | Kitt Peak  | Spacewatch      | —         | MPC                           |
| 137848     | 2000 AT45  | 3 jan 2000  | Socorro    | LINEAR          | —         | MPC                           |
| 137849     | 2000 AY50  | 6 jan 2000  | Prescott   | P. G. Comba     | —         | MPC                           |
| 137850     | 2000 AL52  | 4 jan 2000  | Socorro    | LINEAR          | —         | MPC                           |
| 137851     | 2000 AR52  | 4 jan 2000  | Socorro    | LINEAR          | —         | MPC                           |
| 137852     | 2000 AW52  | 4 jan 2000  | Socorro    | LINEAR          | —         | MPC                           |
| 137853     | 2000 AB53  | 4 jan 2000  | Socorro    | LINEAR          | —         | MPC                           |
| 137854     | 2000 AG54  | 4 jan 2000  | Socorro    | LINEAR          | —         | MPC                           |
| 137855     | 2000 AQ56  | 4 jan 2000  | Socorro    | LINEAR          | —         | MPC                           |
| 137856     | 2000 AP57  | 4 jan 2000  | Socorro    | LINEAR          | —         | MPC                           |
| 137857     | 2000 AT59  | 4 jan 2000  | Socorro    | LINEAR          | —         | MPC                           |
| 137858     | 2000 AX59  | 4 jan 2000  | Socorro    | LINEAR          | —         | MPC                           |
| 137859     | 2000 AX61  | 4 jan 2000  | Socorro    | LINEAR          | —         | MPC                           |
| 137860     | 2000 AK65  | 4 jan 2000  | Socorro    | LINEAR          | —         | MPC                           |
| 137861     | 2000 AA66  | 4 jan 2000  | Socorro    | LINEAR          | —         | MPC                           |
| 137862     | 2000 AP66  | 4 jan 2000  | Socorro    | LINEAR          | —         | MPC                           |
| 137863     | 2000 AQ66  | 4 jan 2000  | Socorro    | LINEAR          | —         | MPC                           |
| 137864     | 2000 AU78  | 5 jan 2000  | Socorro    | LINEAR          | —         | MPC                           |
| 137865     | 2000 AJ82  | 5 jan 2000  | Socorro    | LINEAR          | —         | MPC                           |
| 137866     | 2000 AP82  | 5 jan 2000  | Socorro    | LINEAR          | Mitidika  | MPC                           |
| 137867     | 2000 AO83  | 5 jan 2000  | Socorro    | LINEAR          | —         | MPC                           |
| 137868     | 2000 AA84  | 5 jan 2000  | Socorro    | LINEAR          | —         | MPC                           |
| 137869     | 2000 AA86  | 5 jan 2000  | Socorro    | LINEAR          | —         | MPC                           |
| 137870     | 2000 AE86  | 5 jan 2000  | Socorro    | LINEAR          | —         | MPC                           |
| 137871     | 2000 AO86  | 5 jan 2000  | Socorro    | LINEAR          | Mitidika  | MPC                           |
| 137872     | 2000 AH87  | 5 jan 2000  | Socorro    | LINEAR          | —         | MPC                           |
| 137873     | 2000 AC91  | 5 jan 2000  | Socorro    | LINEAR          | —         | MPC                           |
| 137874     | 2000 AV93  | 7 jan 2000  | Oaxaca     | J. M. Roe       | —         | MPC                           |
| 137875     | 2000 AE98  | 4 jan 2000  | Socorro    | LINEAR          | —         | MPC                           |
| 137876     | 2000 AR104 | 5 jan 2000  | Socorro    | LINEAR          | —         | MPC                           |
| 137877     | 2000 AB105 | 5 jan 2000  | Socorro    | LINEAR          | —         | MPC                           |
| 137878     | 2000 AS106 | 5 jan 2000  | Socorro    | LINEAR          | —         | MPC                           |
| 137879     | 2000 AJ114 | 5 jan 2000  | Socorro    | LINEAR          | Vesta     | MPC                           |
| 137880     | 2000 AA115 | 5 jan 2000  | Socorro    | LINEAR          | —         | MPC                           |
| 137881     | 2000 AR119 | 5 jan 2000  | Socorro    | LINEAR          | —         | MPC                           |
| 137882     | 2000 AF120 | 5 jan 2000  | Socorro    | LINEAR          | —         | MPC                           |
| 137883     | 2000 AP127 | 5 jan 2000  | Socorro    | LINEAR          | —         | MPC                           |
| 137884     | 2000 AG128 | 5 jan 2000  | Socorro    | LINEAR          | —         | MPC                           |
| 137885     | 2000 AG129 | 5 jan 2000  | Socorro    | LINEAR          | —         | MPC                           |
| 137886     | 2000 AP133 | 4 jan 2000  | Socorro    | LINEAR          | —         | MPC                           |
| 137887     | 2000 AU133 | 4 jan 2000  | Socorro    | LINEAR          | —         | MPC                           |
| 137888     | 2000 AG135 | 4 jan 2000  | Socorro    | LINEAR          | —         | MPC                           |
| 137889     | 2000 AO136 | 4 jan 2000  | Socorro    | LINEAR          | —         | MPC                           |
| 137890     | 2000 AZ146 | 4 jan 2000  | Oizumi     | T. Kobayashi    | —         | MPC                           |
| 137891     | 2000 AJ149 | 7 jan 2000  | Socorro    | LINEAR          | —         | MPC                           |
| 137892     | 2000 AR154 | 3 jan 2000  | Socorro    | LINEAR          | —         | MPC                           |
| 137893     | 2000 AO157 | 3 jan 2000  | Socorro    | LINEAR          | —         | MPC                           |
| 137894     | 2000 AZ158 | 3 jan 2000  | Socorro    | LINEAR          | —         | MPC                           |
| 137895     | 2000 AS164 | 6 jan 2000  | Socorro    | LINEAR          | —         | MPC                           |
| 137896     | 2000 AS167 | 8 jan 2000  | Socorro    | LINEAR          | —         | MPC                           |
| 137897     | 2000 AM169 | 7 jan 2000  | Socorro    | LINEAR          | —         | MPC                           |
| 137898     | 2000 AK172 | 7 jan 2000  | Socorro    | LINEAR          | —         | MPC                           |
| 137899     | 2000 AR187 | 8 jan 2000  | Socorro    | LINEAR          | —         | MPC                           |
| 137900     | 2000 AQ192 | 8 jan 2000  | Socorro    | LINEAR          | —         | MPC                           |

## 137901–138000
| Designação | Designação | Descoberta  | Descoberta          | Descobridor(es)              | Categoria | Mais informações / Referência |
| Permanente | Provisória | Data        | Local               | Descobridor(es)              | Categoria | Mais informações / Referência |
| ---------- | ---------- | ----------- | ------------------- | ---------------------------- | --------- | ----------------------------- |
| 137901     | 2000 AD204 | 12 jan 2000 | Višnjan Observatory | K. Korlević                  | —         | MPC                           |
| 137902     | 2000 AQ213 | 6 jan 2000  | Kitt Peak           | Spacewatch                   | —         | MPC                           |
| 137903     | 2000 AT214 | 7 jan 2000  | Kitt Peak           | Spacewatch                   | —         | MPC                           |
| 137904     | 2000 AU217 | 8 jan 2000  | Kitt Peak           | Spacewatch                   | —         | MPC                           |
| 137905     | 2000 AT225 | 12 jan 2000 | Kitt Peak           | Spacewatch                   | —         | MPC                           |
| 137906     | 2000 AL227 | 10 jan 2000 | Kitt Peak           | Spacewatch                   | —         | MPC                           |
| 137907     | 2000 AT231 | 4 jan 2000  | Socorro             | LINEAR                       | —         | MPC                           |
| 137908     | 2000 AT232 | 4 jan 2000  | Socorro             | LINEAR                       | —         | MPC                           |
| 137909     | 2000 AN235 | 5 jan 2000  | Socorro             | LINEAR                       | —         | MPC                           |
| 137910     | 2000 AP238 | 6 jan 2000  | Socorro             | LINEAR                       | —         | MPC                           |
| 137911     | 2000 AB246 | 8 jan 2000  | Mauna Kea           | D. J. Tholen, R. J. Whiteley | —         | MPC                           |
| 137912     | 2000 AK251 | 4 jan 2000  | Socorro             | LINEAR                       | —         | MPC                           |
| 137913     | 2000 BH3   | 27 jan 2000 | Oizumi              | T. Kobayashi                 | —         | MPC                           |
| 137914     | 2000 BU7   | 29 jan 2000 | Socorro             | LINEAR                       | —         | MPC                           |
| 137915     | 2000 BK8   | 29 jan 2000 | Socorro             | LINEAR                       | —         | MPC                           |
| 137916     | 2000 BM10  | 28 jan 2000 | Kitt Peak           | Spacewatch                   | —         | MPC                           |
| 137917     | 2000 BW12  | 28 jan 2000 | Kitt Peak           | Spacewatch                   | —         | MPC                           |
| 137918     | 2000 BO13  | 29 jan 2000 | Kitt Peak           | Spacewatch                   | —         | MPC                           |
| 137919     | 2000 BD14  | 28 jan 2000 | Uenohara            | N. Kawasato                  | —         | MPC                           |
| 137920     | 2000 BW16  | 30 jan 2000 | Socorro             | LINEAR                       | —         | MPC                           |
| 137921     | 2000 BV17  | 30 jan 2000 | Socorro             | LINEAR                       | —         | MPC                           |
| 137922     | 2000 BA18  | 30 jan 2000 | Socorro             | LINEAR                       | —         | MPC                           |
| 137923     | 2000 BF18  | 30 jan 2000 | Socorro             | LINEAR                       | —         | MPC                           |
| 137924     | 2000 BD19  | 26 jan 2000 | Socorro             | LINEAR                       | —         | MPC                           |
| 137925     | 2000 BJ19  | 30 jan 2000 | Catalina            | CSS                          | —         | MPC                           |
| 137926     | 2000 BS22  | 27 jan 2000 | Višnjan Observatory | K. Korlević                  | —         | MPC                           |
| 137927     | 2000 BX23  | 29 jan 2000 | Socorro             | LINEAR                       | —         | MPC                           |
| 137928     | 2000 BO24  | 29 jan 2000 | Socorro             | LINEAR                       | —         | MPC                           |
| 137929     | 2000 BG26  | 30 jan 2000 | Socorro             | LINEAR                       | —         | MPC                           |
| 137930     | 2000 BN26  | 30 jan 2000 | Socorro             | LINEAR                       | —         | MPC                           |
| 137931     | 2000 BY26  | 30 jan 2000 | Socorro             | LINEAR                       | —         | MPC                           |
| 137932     | 2000 BS28  | 30 jan 2000 | Socorro             | LINEAR                       | —         | MPC                           |
| 137933     | 2000 BH32  | 28 jan 2000 | Kitt Peak           | Spacewatch                   | —         | MPC                           |
| 137934     | 2000 BO32  | 28 jan 2000 | Kitt Peak           | Spacewatch                   | —         | MPC                           |
| 137935     | 2000 BT32  | 28 jan 2000 | Kitt Peak           | Spacewatch                   | Mitidika  | MPC                           |
| 137936     | 2000 BB34  | 30 jan 2000 | Kitt Peak           | Spacewatch                   | —         | MPC                           |
| 137937     | 2000 BP34  | 30 jan 2000 | Catalina            | CSS                          | —         | MPC                           |
| 137938     | 2000 BK35  | 30 jan 2000 | Socorro             | LINEAR                       | —         | MPC                           |
| 137939     | 2000 BW35  | 31 jan 2000 | Socorro             | LINEAR                       | —         | MPC                           |
| 137940     | 2000 BQ37  | 26 jan 2000 | Kitt Peak           | Spacewatch                   | —         | MPC                           |
| 137941     | 2000 BQ42  | 27 jan 2000 | Kitt Peak           | Spacewatch                   | Mitidika  | MPC                           |
| 137942     | 2000 BB47  | 30 jan 2000 | Socorro             | LINEAR                       | —         | MPC                           |
| 137943     | 2000 BZ48  | 26 jan 2000 | Kitt Peak           | Spacewatch                   | —         | MPC                           |
| 137944     | 2000 BC49  | 27 jan 2000 | Kitt Peak           | Spacewatch                   | —         | MPC                           |
| 137945     | 2000 BF49  | 27 jan 2000 | Kitt Peak           | Spacewatch                   | Mitidika  | MPC                           |
| 137946     | 2000 BF51  | 30 jan 2000 | Socorro             | LINEAR                       | —         | MPC                           |
| 137947     | 2000 CD1   | 4 fev 2000  | Višnjan Observatory | K. Korlević                  | —         | MPC                           |
| 137948     | 2000 CY3   | 2 fev 2000  | Socorro             | LINEAR                       | —         | MPC                           |
| 137949     | 2000 CV6   | 2 fev 2000  | Socorro             | LINEAR                       | —         | MPC                           |
| 137950     | 2000 CB7   | 2 fev 2000  | Socorro             | LINEAR                       | —         | MPC                           |
| 137951     | 2000 CG11  | 2 fev 2000  | Socorro             | LINEAR                       | —         | MPC                           |
| 137952     | 2000 CY11  | 2 fev 2000  | Socorro             | LINEAR                       | —         | MPC                           |
| 137953     | 2000 CG12  | 2 fev 2000  | Socorro             | LINEAR                       | —         | MPC                           |
| 137954     | 2000 CK13  | 2 fev 2000  | Socorro             | LINEAR                       | Vesta     | MPC                           |
| 137955     | 2000 CD15  | 2 fev 2000  | Socorro             | LINEAR                       | —         | MPC                           |
| 137956     | 2000 CW17  | 2 fev 2000  | Socorro             | LINEAR                       | —         | MPC                           |
| 137957     | 2000 CZ17  | 2 fev 2000  | Socorro             | LINEAR                       | —         | MPC                           |
| 137958     | 2000 CX18  | 2 fev 2000  | Socorro             | LINEAR                       | —         | MPC                           |
| 137959     | 2000 CZ18  | 2 fev 2000  | Socorro             | LINEAR                       | —         | MPC                           |
| 137960     | 2000 CD19  | 2 fev 2000  | Socorro             | LINEAR                       | Mitidika  | MPC                           |
| 137961     | 2000 CO19  | 2 fev 2000  | Socorro             | LINEAR                       | —         | MPC                           |
| 137962     | 2000 CA22  | 2 fev 2000  | Socorro             | LINEAR                       | —         | MPC                           |
| 137963     | 2000 CB23  | 2 fev 2000  | Socorro             | LINEAR                       | —         | MPC                           |
| 137964     | 2000 CZ23  | 2 fev 2000  | Socorro             | LINEAR                       | —         | MPC                           |
| 137965     | 2000 CT24  | 2 fev 2000  | Socorro             | LINEAR                       | —         | MPC                           |
| 137966     | 2000 CZ24  | 2 fev 2000  | Socorro             | LINEAR                       | —         | MPC                           |
| 137967     | 2000 CS26  | 2 fev 2000  | Socorro             | LINEAR                       | —         | MPC                           |
| 137968     | 2000 CY31  | 2 fev 2000  | Socorro             | LINEAR                       | —         | MPC                           |
| 137969     | 2000 CA32  | 2 fev 2000  | Socorro             | LINEAR                       | —         | MPC                           |
| 137970     | 2000 CR33  | 4 fev 2000  | Višnjan Observatory | K. Korlević                  | —         | MPC                           |
| 137971     | 2000 CQ39  | 5 fev 2000  | Višnjan Observatory | K. Korlević                  | —         | MPC                           |
| 137972     | 2000 CB40  | 2 fev 2000  | Socorro             | LINEAR                       | —         | MPC                           |
| 137973     | 2000 CH40  | 4 fev 2000  | Socorro             | LINEAR                       | Juno      | MPC                           |
| 137974     | 2000 CG41  | 7 fev 2000  | Ondřejov            | P. Kušnirák                  | —         | MPC                           |
| 137975     | 2000 CQ41  | 2 fev 2000  | Socorro             | LINEAR                       | —         | MPC                           |
| 137976     | 2000 CT41  | 2 fev 2000  | Socorro             | LINEAR                       | —         | MPC                           |
| 137977     | 2000 CU41  | 2 fev 2000  | Socorro             | LINEAR                       | —         | MPC                           |
| 137978     | 2000 CL43  | 2 fev 2000  | Socorro             | LINEAR                       | —         | MPC                           |
| 137979     | 2000 CG47  | 2 fev 2000  | Socorro             | LINEAR                       | —         | MPC                           |
| 137980     | 2000 CC49  | 2 fev 2000  | Socorro             | LINEAR                       | —         | MPC                           |
| 137981     | 2000 CH50  | 2 fev 2000  | Socorro             | LINEAR                       | —         | MPC                           |
| 137982     | 2000 CR53  | 2 fev 2000  | Socorro             | LINEAR                       | —         | MPC                           |
| 137983     | 2000 CU54  | 2 fev 2000  | Socorro             | LINEAR                       | —         | MPC                           |
| 137984     | 2000 CV55  | 4 fev 2000  | Socorro             | LINEAR                       | —         | MPC                           |
| 137985     | 2000 CP56  | 4 fev 2000  | Socorro             | LINEAR                       | —         | MPC                           |
| 137986     | 2000 CG60  | 2 fev 2000  | Socorro             | LINEAR                       | —         | MPC                           |
| 137987     | 2000 CN61  | 2 fev 2000  | Socorro             | LINEAR                       | —         | MPC                           |
| 137988     | 2000 CA62  | 2 fev 2000  | Socorro             | LINEAR                       | —         | MPC                           |
| 137989     | 2000 CB62  | 2 fev 2000  | Socorro             | LINEAR                       | —         | MPC                           |
| 137990     | 2000 CD62  | 2 fev 2000  | Socorro             | LINEAR                       | —         | MPC                           |
| 137991     | 2000 CM64  | 3 fev 2000  | Socorro             | LINEAR                       | —         | MPC                           |
| 137992     | 2000 CE66  | 6 fev 2000  | Socorro             | LINEAR                       | —         | MPC                           |
| 137993     | 2000 CH66  | 6 fev 2000  | Socorro             | LINEAR                       | —         | MPC                           |
| 137994     | 2000 CQ66  | 6 fev 2000  | Socorro             | LINEAR                       | Mitidika  | MPC                           |
| 137995     | 2000 CV74  | 8 fev 2000  | Kitt Peak           | Spacewatch                   | —         | MPC                           |
| 137996     | 2000 CT77  | 7 fev 2000  | Kitt Peak           | Spacewatch                   | —         | MPC                           |
| 137997     | 2000 CX77  | 7 fev 2000  | Kitt Peak           | Spacewatch                   | —         | MPC                           |
| 137998     | 2000 CK80  | 4 fev 2000  | Socorro             | LINEAR                       | —         | MPC                           |
| 137999     | 2000 CM80  | 4 fev 2000  | Socorro             | LINEAR                       | —         | MPC                           |
| 138000     | 2000 CK82  | 4 fev 2000  | Socorro             | LINEAR                       | —         | MPC                           |